# مزدیسنا
مَزدَیَسْنا یا مزداپرستی (اوستایی: 𐬨𐬀𐬰𐬛𐬀𐬌𐬌𐬀𐬯𐬥𐬀‎) که به آن دین زَرْتُشْت/زَرْدُشْت و یا دین بِهی (بِهْدین) نیز گفته می‌شود، دینی است که از آموزه‌های رهبر دینی ایرانی، زرتشت اسپیتمان، سرچشمه می‌گیرد. در جهان‌بینی مزدایی، جهان صحنه برخورد میان خیر و شر است و در فرجام کار، نیکی بر بدی پیروز خواهد شد. در مزدیسنا نشانه‌هایی از یک‌ازچندپرستی، یکتاپرستی/یگانه‌انگاری و چندخدایی دیده می‌شود. بسیاری از ویژگی‌های مزداپرستی مانند یکتاپرستی باور به ظهور منجی، آزادی اراده، حساب‌رسی پس از مرگ و همچنین بهشت و دوزخ بر ادیان و مکاتب فلسفی دیگر، نظیر مسیحیت، یهودیت، اسلام، گنوسیسم، فلسفه یونانی، بهائیت و آیین بودایی تأثیر گذاشته‌اند. اهورامزدا، ایزد ازلی و نیک‌خواه، ایزد برتر و آفریننده نیکی‌های جهان از دید مزداپرستان است.
ریشه‌های مزدیسنا به هزارهٔ دوم پیش از میلاد بازمی‌گردد. این دین به همراه ادیان مرتبط با آن یا شاخه‌های دیگرش، نظیر مهرپرستی و آیین زروانی، برای بیش از هزار سال، از حدود ۶۰۰ پیش از میلاد تا ۶۵۰ پس از میلاد، دین رسمی شاهنشاهی‌های باستانی ایرانی بوده است؛ تا اینکه در پایان با حمله مسلمانان به ایران جایگاه خود را از دست داد. از آن پس قوانین تبعیض آمیزی علیه زرتشتیان وضع شد و آنان مورد آزار و اذیت مسلمانان قرار گرفتند. برآوردهای اخیر نشان می‌دهد که حدود ۱۱۰ تا ۱۲۰ هزار زرتشتی در سراسر جهان وجود دارد که بیشتر آن‌ها در هند، ایران و کردستان عراق زندگی می‌کنند.
اوستا مهم‌ترین کتاب دینی زرتشتیان است. این کتاب گاتاها، سروده‌های زرتشت که به شرح جنبه‌های گوناگون دین بهی می‌پردازد را نیز شامل می‌شود. زرتشت، خدایان ایرانی را به دو گروه اهوراها و دیوها تقسیم کرد که دیوها شایسته پرستش نیستند. اهورامزدا (اهورای خردمند) بزرگ‌ترین اهوراست؛ او آفریدگار بزرگ است و به یاری اشه، جهان را پایدار نگاه می‌دارد. انسان‌ها این اختیار را دارند که برای همراهی کردن یا نکردن اهورامزدا (آفریدگار نیک)، تصمیم بگیرند؛ زیرا مزداپرستی مسئولیت تصمیم‌های انسان را به خود او واگذار کرده است. هیچ نیرویی به نیرومندی اهورامزدا وجود ندارد؛ با این حال، انگره‌مَینیو (روان مخرب) که از اکومن پدید آمده، دشمن اصلی دین به‌شمار می‌رود و در برابر سپنتا مینیو (روان نیک) قرار دارد. در نوشته‌های پهلوی از انگره‌مینیو با نام اهریمن نام برده شده است و او دشمن خود اهورامزداست.
اشه (راستی، نظم جهانی) نیروی زندگی است، از اهورامزدا سرچشمه می‌گیرد و در برابر دروج (دروغ، پلیدی) قرار دارد. اهورامزدا نیکی مطلق است و هیچ چیز شریری در وی وجود ندارد؛ او به یاری امشاسپندان (فرشتگان) و دیگر ایزدان — که همه آن‌ها اهورامزدا را می‌پرستند و اهورامزدا نیز در اوستا آن‌ها را شایسته پرستش می‌خواند — بر گیتیگ (گیتی، جهان مادی و دیدنی) و مینوگ (مینو، جهان معنوی و نادیدنی) نظارت می‌کند.
در دین زرتشت، هدف زندگی اشَاوان (اشه‌مند) شدن است؛ مزداپرستان وظیفه دارند که شادی را در جهان گسترش دهند، زیرا شادی به نیروهای نیک در نبرد با نیروهای شریر یاری می‌رساند. هسته اصلی مزدیسنا را می‌توان در مسائلی چون هومَتَه، هوختَه، هووَرشتَه (پندار نیک، گفتار نیک، کردار نیک)، یاری نیازمندان که راهی برای نشان دادن پایبندی به اشه و گسترش شادی در جهان است، برابری معنوی زنان و مردان و برابر جنسیتی در وظایف و نیک بودن بدون چشم‌داشت به پاداش خلاصه کرد.
زرتشتی‌گریِ امروزی، یک دین یکپارچه نیست و مزداپرستان امروزه به دو گروه عمده اصلاح‌گرایان و سنت‌گرایان تقسیم می‌شوند؛ همچنین جنبش‌های دیگری نیز درحال شکل‌گیری در میان زرتشتیان هستند.
در دوران شاهنشاهی هخامنشی، دین زرتشتی دین دولتی بود و شامل عبادت رسمی بود. شاهان ایرانی به زرتشتیان پارسا معروف بودند و با قانون زرتشتی به نام اشه حکومت می‌کردند. با این حال کوروش بزرگ که این امپراتوری را پایه‌گذاری کرد، از تحمیل دین زرتشتی بر ساکنان سرزمین‌های فتح شده خودداری کرد. مهربانی کوروش بزرگ با یهودیان، به عنوان جرقه‌ای برای نفوذ زرتشتیان بر یهودیت یاد شده است.

## نام
واژهٔ مزدیسنا کلمه‌ایی اوستایی است که از دو جزء مَزدَ و یَسنا پدید آمده است. مَزدَ (اهورامزدا) معنی خدای دانا یا سرور می‌دهد و یسنا (یسنه) نیز به معنی «پرستی» است و در مجموع معنی مزداپرستی می‌گیرد. این واژه به همراهٔ عربی به گونه «مزدیسنی» هم نوشته شده است. در پهلوی کتابی دین زرتشتی را «مزدیسن دین» و «دین مدیسنان» نام نهاده‌اند که از نام اوستایی مَزدَیَسنه دَئنا آمده است. پیروان این کیش را «مَزدَیَسَن» می‌نامند که شکل جمع آن «مَزدَیَسنان» است. در واژهٔ مَزدَیَسَن، «مَزدَ» به معنی مَزدا و «یَسَن» به معنای «پرست» می‌باشد. در برابر پرستش مزدا، پرستش دیوان در گذشته به آیین و مرسوم بوده که متون زرتشتی، اینان را دیویسنان و کیششان را دیویسنا ثبت کرده‌اند. در پهلوی کتابی نام‌های دیگری مثل وه‌دین (به‌دین) و دین‌وه (دین‌به) به معنی «دین خوب» هم به کار رفته است. در نتیجه پیروان این دین را در زمان ساسانیان و اوایل دوره اسلامی «وه‌دینان» خطاب می‌کردند. این کلمه به شکل «به‌دینان» هنوز هم در میان زرتشتیان ایران و هند به کار می‌رود. نام‌های دیگری برای این دین وجود دارد که مصطلح‌ترین آن در ایران دین زرتشتی است.
نویسندگان مسلمان قرون وسطی در فارسی و عربی همه زرتشتیان را مجوس یا المجوس خطاب کرده‌اند. ریشه این اسم به کلمه مغ که برای اشاره به روحانیون زرتشتی به کار می‌رفت برمی‌گردد. مجوس هنوز هم در ایران توسط برخی شیعیان برای تحقیر زرتشتیان به کار می‌رود. از آنجا که پرستشگاه‌های زرتشتی آتشکده (آتخشکدگ در پهلوی) نامیده می‌شوند، کلمه آتش‌پرست در زبان فارسی برای خطاب کردن توأم با تحقیر زرتشتیان وجود دارد که تا به امروز هم توسط برخی از ایرانیان مسلمان استفاده می‌شود. گبر از دیگر عناوینی است که مسلمانان متعصب برای ارجاع به زرتشتیان استفاده می‌کنند. این کلمه به معنی خالی یا عدم است و منظوری که پشت استفاده از آن نهفته است، عدم باور به وجود خداست.
آن دسته از مزداپرستانی که پس از حمله اعراب به ایران به هندوستان مهاجرت کردند توسط مردم محلی «پارسی» خطاب شدند و نوادگانشان را تا به امروز بدین نام می‌خوانند. بعدها گروه دیگری از زرتشتیان برای فرار از آزار و اذیت در زمان قاجار به هند پناهنده شدند که به آن‌ها «ایرانی» می‌گویند.

## تاریخچه
از وحدت و اجتماع معنوی مزداپرستی شرق و غرب ایران آگاهی دقیقی در دست نیست. مغان مردان دینی و موبدان هخامنشیان بودند. در مورد این‌که از چه زمانی دین زرتشتی در ری، پایگاه مرکزی مغان آغاز به تلاش کرد، نشانه و شواهد روشنی در دست نیست. گمان می‌رود که دیرینه‌ترین هنگام برای این رویداد هنگام بنیادگذاری شاهنشاهی هخامنشی بوده باشد.
زرتشت و آموزش مغان بر روی اندیشه‌های یونانی کارسازی پرداخت که راست و واقعی بود اما نه یونانیان و سریانیها و نه نویسندگان ارمنی، هیچ‌یک از زرتشت اوستایی و از کیش او که در گاتاهای اوستا بازگو شده است، آگاهی نداشتند. به احتمال زیاد مزدیسنا در آغاز یک جنبش محلی در ایران خاوری بوده است که هنوز مرزهای آن شناخته نشده است. این کیش نو با پایداری و رویارویی شدید کیش‌های رایج رو به رو شده و برای مدتی دراز نتوانست به برتری و چیرگی کامل برسد و چون گسترش یافت، دگرگون شد. کیش زرتشتی با آیین‌هایی که در پی برانداختن آن‌ها برخاسته بود، درآمیخت و مزدیسنا به گونه‌ای بسیار متفاوت به ایران باختری رسید.

### دوران هخامنشی
در مورد زرتشتی بودن هخامنشیان در بین دانشمندان اختلاف دیدگاه وجود دارد. وضعیت مزدیسنان تا پیش از زمان شاهنشاهی اشکانی به درستی دانسته نیست و منابع از میان رفته‌اند.

#### موافقان مزدیسن بودن هخامنشیان
گروهی بر این باور هستند که مزدیسنا از زمان هخامنشیان و از زمان داریوش بزرگ بوده است و خدای خاندان هخامنشی دست کم از زمان داریوش، اهورامزدا بوده است. همچنین در زمان پادشاهی اردشیر یکم در پرامن سال ۴۴۱ پیش از میلاد، گاه‌شمار امپراتوری اصلاح شد و نام ماه‌های سال به نام‌های ایزدان مَزدَیَسنا نامگذاری شدند. می‌توان گفت مزدیسنا در زمان هخامنشیان در حال پیشرفت در میان باورهای توده مردم بوده است.
برخی از پژوهشگران، مانند آلبرت اومستد، ویل دورانت، یوهانس هرتل و جرج کامرون این دید سنتی را که زمان زندگی زرتشت در میان سال‌های ۶۶۰ تا ۵۸۲ پیش از میلاد بوده را پذیرفته‌اند و پدر داریوش بزرگ، ویشتاسپ را همان گشتاسپ پشتیبان زرتشت می‌پندارند. به باور این پژوهشگران، داریوش یک زرتشتی نو دین بوده و این دین را به عنوان دین دولتی در کشور نوپای خود رواج داده است؛ بنابراین نظریه زرتشت هم‌زمان با کوروش بزرگ پایه‌گذار شاهنشاهی هخامنشی می‌زیسته است. همچنین زرتشت شورش‌ها و رویدادهای واژگون‌گر سال ۵۲۲ پیش از میلاد را به چشم دیده‌بوده و چندی پس از آن درگذشته است.
کسانی مانند مری بویس که به تفکیک دقیق تعالیم گات‌ها (آموزه‌های خود زرتشت) با اوستای نو و حتی آیین کهن آریایی اعتقادی ندارند، هخامنشیان را به‌طور کلی پیرو زرتشت می‌دانند. اما برخی دیگر از محققان مانند ایگور دیاکونوف بر اینکه که پادشاهان هخامنشی پیرو اوستای نو بوده‌اند پافشاری می‌کنند.

#### مخالفان مَزدیسن بودن هخامنشیان

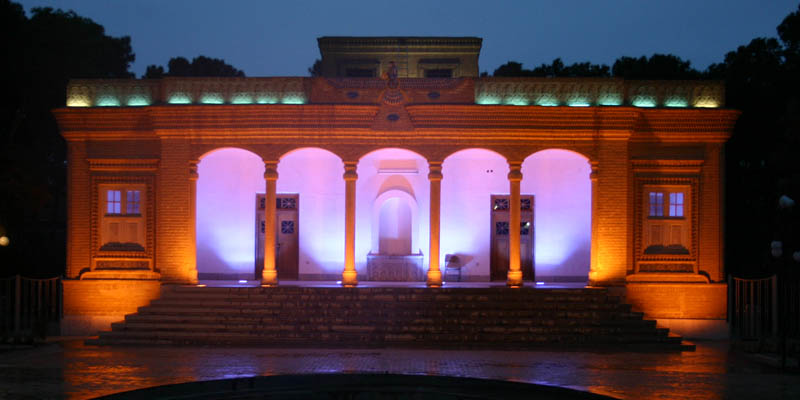
آتشکده یزد

دیدگاه دیگر بر این باور است که با توجه به روایات مورخان یونانی و سنگ‌نوشته‌های بازمانده از زمان هخامنشیان، هم از دید باورها و عقاید و هم از نظر مراسم و آئین هخامنشیان با آیین کهن ایرانی هم‌خوانی دارد. آیینی که افزون بر پرستش اهورامزدا، ایزدان گوناگون و پرشمار و نیروهای طبیعت نیز پرستش می‌شدند. بر پایه این باور، دین هخامنشیان به باورهای ودایی بیشتر از دین زرتشتی نزدیک است. همچنین باور دارند که آمدن صفت مزدیسنه (مزداپرست) که در پاپیروسهای زبان آرامی زمان هخامنشیان آمده دلیلی بر زرتشتی بودن هخامنشیان نمی‌تواند باشد. چنان‌که ذکر نام اهورامزدا در سنگ نبشته‌ها نیز دلیلی برای این امر به‌شمار نمی‌رود. در سنگ‌نبشته‌های هخامنشی نه تنها به زرتشت بلکه به هیچ مطلب دیگری که بتواند این سنگ نبشته‌ها را رنگ زرتشتی دهد اشاره نشده است. از دوره پادشاهی کوروش، سرزمین‌های باختری ایران، به پیوستگی شاهنشاهی هخامنشی درآمد. در این دوره پذیرش مزدیسنا به نیایش دینی خود عمل می‌کردند. اما شاهنشاهان هخامنشی بر دین زرتشتی نبودند و هنگامی که مغان به گستراندن کیش زرتشتی برخاستند، آن را با آیین کهن ایرانی درآمیختند.

#### پس از تاخت اسکندر
این دین پس از یورش اسکندر مقدونی و کشته شدن موبدان برای زمان کوتاهی به خاموشی گرایید. چراکه در آن روزگار، بیشتر آثار دینی به شکل شفاهی و سینه به سینه انتقال می‌یافتند و روحانیان با تکرار پیوسته آن‌ها منابع را در یاد داشتند و به گونه‌ای در حکم کتاب‌های زنده این دین بودند. از این رو با کشتار آنها، بسیاری از کتاب‌های باستانی مزدیسنا از بین رفتند یا کاسته شدند. از همین رو کیش زرتشتی، اسکندر را همواره با صفت گُجَسته (به معنی نفرین شده و متضاد خجسته) یاد می‌کند. در متن پهلوی ارداویراف‌نامه گفته می‌شود که وی دستوران، داوران، هیربدان و موبدان بسیاری را کشت.

### دوران اشکانیان
در زمان اشکانیان تلاش‌هایی برای بازآوری مزدیسنا انجام گرفت و سکه‌هایی به نام ایزدان ضرب کردند و آتشکدههایی ساختند. از میان آن‌ها آتش آذر برزین‌مهر در کوه ریوند خراسان از ارج زیادی برخوردار بوده است. در متون پهلوی آمده است که در دوره بلاش اشکانی اوستاهای تکه‌تکه شده پس از یورش اسکندر گردآوری و بازنویسی شدند. از آنجایی که سیاست مذهبی اشکانیان بر پایه اصل رواداری و سازش دینی بوده است و در نگاشته‌هایشان چندان گرایش به مذهب خاصی را بیان نکرده‌اند. اطلاعات امروزی از کیفیت دین در دوره یادشده چندان دقیق نیست. به دنبال همین شیوه، زمینه برای فعالیت آزادانه باورهای گوناگون مذهبی در ایران پدید آمد و مسیحیان و گنوسیان و مهرپرستان آزادانه به آوازه‌گری و نمایاندن دین خود می‌پرداختند.

### دوران ساسانیان

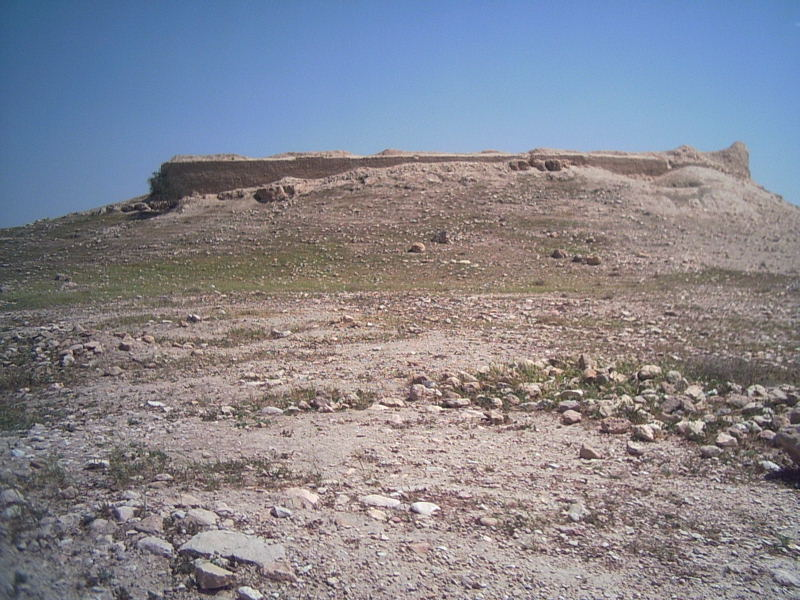
آتشکده آذرفرنبغ در کاریان لارستان، از سه آتشکدهٔ بزرگ زرتشتیان که بیشتر آن ویرانه شده است.

حدود ۲۲۴ تا ۲۴۰ میلادی در دوره اردشیر بابکان؛ دین زرتشتی دستخوش یک دوره باززیست و تجدید حیات شد. مزدیسنا در زمان شاهنشاهی ساسانی، به‌دنبال پیروزی‌های اردشیر بابکان دین رسمی ایران شد و فراوانی جمعیت مزدیسنان در زمان ساسانیان به بالاترین اندازه خود رسید. فعالیت‌های کرتیر موبدان موبد دوران ساسانی در این گسترش بی‌تأثیر نبوده است. او مبارزات خود علیه نصارا و برهمنان را در سنگ نبشته خود در نقش رجب بیان کرده است. در دوره ساسانی آتشکده آذرگشنسب در شیز (تخت سلیمان) آذربایجان از اهمیت بسیاری بهره‌مند شد و شاهان ساسانی همواره نذوراتی را پس از پیروزی‌های خود به آنجا پیشکش می‌نمودند. در همان دوران مانی پیامبر دین نو آیین مانوی که آمیزه از مزدیسنا و مسیحیت بود را عرضه کرد که اگرچه با سرعتی فزاینده رو به گسترش داشت اما به بسیار به دست شاهان و موبدان ساسانی تاخت و تاز شد و دستورهای حکومتی ضد آن برنهاده شد. بر باور مری بویس از میانه‌های دوران ساسانی دین رسمی تحت تأثیر آیین زروانی قرار گرفت و عملاً زروانی دین رسمی کشور شد. در این دوره که روحانیون درباری به قدرت بسیاری رسیده بودند جنبش مزدک پدید آمد که به گونه شدیدی سرکوب شد و قباد یکم پادشاه ساسانی که از این جنبش برابری خواهانه استقبال کرده بود از جایگاه شاهی بر کنار گردید. به‌دنبال آن در زمان انوشیروان گزارش پهلوی اوستای مکتوب نوشته شد.

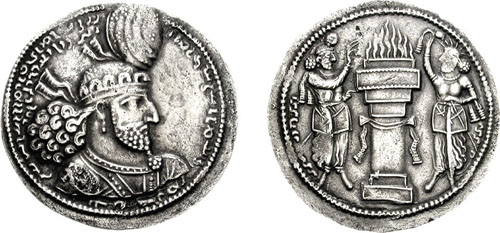
سکهٔ پادشاه ایران هرمز یکم ساسانی در کنار دارِ مهر (جام آتش از دیرباز نماد اصلی مزدیسنا بوده است)

### پس از اسلام
بیشتر قلمروی شاهنشاهی ساسانی تنها در ۱۶ سال نخست جنگ ایرانشهر-خلافت راشدین، در هفتمین سده میلادی به دست ارتش خلافت راشدین فتح شد. با وجود اینکه دولت و حکومت در اختیار مسلمانان قرار گرفت در ابتدا فشار کمی بر روی مردم سرزمین‌های تازه پیرو شده وجود داشت تا اسلام را بپذیرند. مسلمانان به اهل کتاب سه انتخاب می‌دادند: اسلام، مرگ، یا جزیه(باج پردازی). در رابطه با دیگران، شامل زرتشتیان، تنها گزینه‌ها، بر روی کاغذ، انتخاب بین اسلام یا مرگ بود اما به دلیل آنکه زرتشتیان در اکثریت مطلق بودند، مسلمانان مجبور شدند تا با آن‌ها مانند اهل کتاب رفتار کنند و به همین دلیل با پرداخت جزیه می‌توانستند به دین خود باقی بمانند. البته تا چندین سده در میان مسلمانان بر سر اینکه زرتشتیان می‌توانند از اهالی کتاب به حساب آیند یا نه، درگیری وجود داشت. فقیهان مسلمانان بر این نظر بودند که تنها مسلمانان از دید اخلاقی می‌توانند کامل باشند، اما می‌توان نامسلمانان را تا زمانی که برای اربابانشان مشکلی ایجاد نمی‌کنند به حال خود رها کرد. در مجموع، پس از اینکه فتح ایران، با همه خونریزی‌ها، غارت‌ها و ویرانی‌هایی که به بار آورد، به پایان رسید، پیمان‌نامه‌هایی در مناطق گوناگون امضا و فرمانروایان عرب از جمعیت محلی در ازای پرداخت جزیه محافظت می‌کردند.
عرب‌ها در هر دو زمینه مالیاتی یعنی مالیات بر زمین و مالیات بر اشخاص، یعنی همان جزیه که از غیرمسلمانان گرفته می‌شد، سیستم مالیاتی ساسانیان را به کار گرفتند. این مالیات وجود داشت تا جایگاه غیرمسلمانان را تنزل دهند و همچنین قوانین محدود کننده‌ای وضع شده بود تا نشانگر جایگاه اجتماعی «پست و درجه دوم» آن‌ها باشد. در دوران خلفای راشدین، تا زمانی که غیرمسلمانان جزیه خود را پرداخت می‌کردند و به قوانین محدود کننده اهل ذمه احترام می‌گذاشتند، دولت راضی بود که آن‌ها را «با دینشان و در زمین‌هایشان» به حال خود رها کند.
در زمان حکومت بنی‌عباس، مسلمانان ایرانی (که در آن زمان در ایران به اکثریت تبدیل شده بودند) با جمعیت زرتشتی کشور برخورد بدی داشتند و با آن‌ها به صورت تحقیرآمیز رفتار می‌کردند. به عنوان مثال، در قرن ۹ میلادی، یک درخت سرو که در خراسان کاشته شده بود و یک افسانه مربوط به دوران اشکانی کاشت آن را به زرتشت نسبت می‌داد، قطع شد تا از چوب آن برای ساخت قصری در بغداد، ۳٬۲۰۰ کیلومتر آن طرف‌تر، استفاده شود. در موردی دیگر، مصادف با قرن ۱۰ میلادی، زمانی یک دخمه با زحمت و هزینه بسیار زیاد ساخته شد، مسلمانی وارد آن شده و بر روی دیوارهای آن اذان گفت. او با این کار دخمه مذکور را به نفع مسلمانان تصاحب کرد.

#### جایگزینی با اسلام

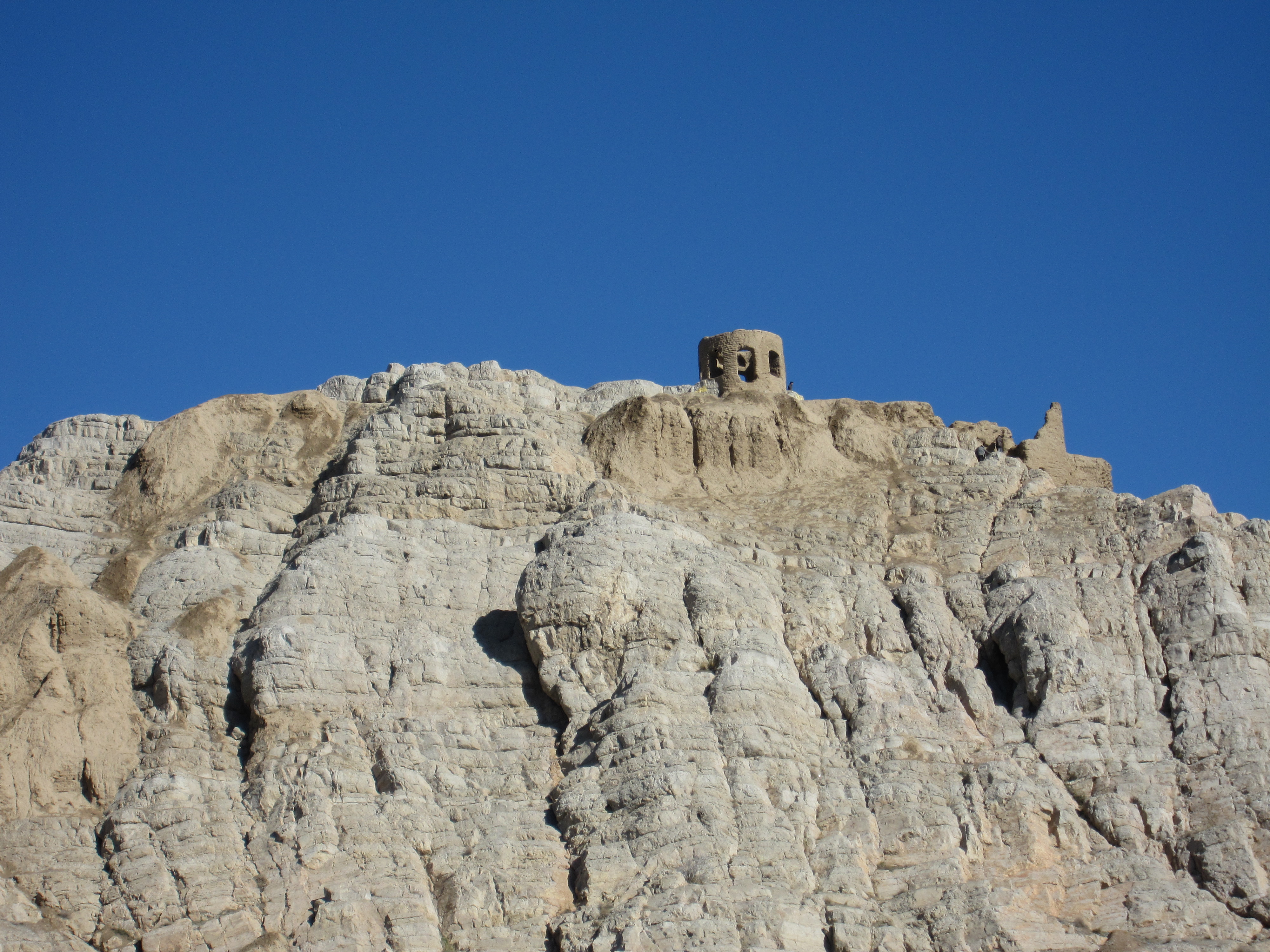
آتشگاه اصفهان

با وجود اذیت و آزار زرتشتیان توسط حکومت جدید، آن‌ها توانستند تا راه و رسم قدیم خود را حفظ کنند. یک فشار اقتصادی و اجتماعی آرام اما مدوام بر روی آن‌ها وجود داشت تا به دین اسلام بگرایند. نخستین گروه‌هایی که به اسلام گرویدند اشراف‌زادگان و جمعیت شهرنشین بودند و سرعت گسترش اسلام میان روستاییان کمتر بود. «قدرت و منافع دنیوی» حالا متعلق به پیروان اسلام بود و اگرچه مطابق سیاست رسمی زرتشتی بودن آزاد بود، اما مسلمانان مشتاقی وجود داشتند که می‌خواستند زرتشتیان را به دین خود وارد سازند و حاضر بودند برای این کار به هر عملی متوسل می‌شدند.
بعدها سنتی به وجود آمد تا از اسلام دینی نیمه ایرانی بسازد. یکی از مثال‌ها رواج این افسانه بود که حسین، پسر علی بن ابی‌طالب و نوه پیامبر اسلام محمد با یک شاهزاده اسیر ساسانی به نام شهربانو ازدواج کرده است. گفته شده این شخصیتِ «تمام افسانه‌ای» برای حسین فرزندی به دنیا آورد که امام چهارم شیعیان شد و خلافت را که توسط بنی‌امیه به صورت غیرقانونی از آن‌ها گرفته شده است را حق خود و فرزندانش می‌دانست. افسانه وجود یک شاهزاده ساسانی در میان خانواده پیامبر اسلام ملی‌گرایی عربی بنی‌امیه را به مبارزه طلبید و ایده یکسان بودن «زرتشتی» و «ایرانی» را به چالش کشید. در نتیجه، مطابق گفته ماری بویس، دیگر تنها زرتشتیان نبودند که وفاداری به گذشته و میهن‌پرستی ایرانی را نمایندگی می‌کردند. نتیجتاً این نظر که ایرانیانی که اسلام پذیرفته‌اند، دیگر ایرانی نیستند طرفدارانش را میان در میان غیرزرتشتیان از دست داد. بدین گونه اسلام آوردن برای ایرانیان ساده‌تر شد.
با پشتیبانی ایرانیان بنی‌عباس توانستند در سال ۷۵۰ میلادی بنی‌امیه را از قدرت کنار بزنند. ایرانیان مسلمان چه در ایران و چه در بغداد مورد علاقه خلافت جدید — که به صورت اسمی تا سال ۱۲۵۸ میلادی بر ایران حکومت کرد — بودند. این مسئله اختلافات میان اعراب و ایرانیان مسلمان را از بین برد اما اختلافاتی که میان مسلمانان و غیرمسلمانان وجود داشت را شدت بخشید. عباسیان با تعصب بسیار زیادی دست به آزار و اذیت پیروان سایر ادیان و مذاهب می‌زدند و با وجود اینکه هدف اصلی آزارها پیروان سایر شاخه‌های اسلام بودند، سیاست‌های بنی‌عباس وضعیت غیر مسلمانان را بدتر کرد. با وجود اینکه بنی‌عباس دشمنی شدیدی با مزدیسنا داشتند، آن نسخه از اسلام که آن‌ها در ایران رواج دادند حتی بیشتر تحت تأثیر مزدیسنا قرار گرفت و این باعث شد تا مسلمان شدن برای ایرانیان آسان‌تر شود.

#### بقا
با وجود قوانینی که زرتشتیان را برای اسلام آوردن تشویق می‌کرد، مزدیسنا در نقاطی از ایران، به خصوص در مناطقی که از نظر جغرافیایی از بغداد دور بودند قدرتمند باقی ماند. در بخارا در قرن نهم میلادی فرمانده عرب قطیبه مجبور شد تا ساکنان منطقه مورد حکومتش را چهار مرتبه به دین اسلام بگرایاند. در واقع مردم شهر ۳ بار اسلام آوردند و هر سه بار به دین قبلی خود بازگشتند. برای بار چهارم، حاکم شهر دینشان را «از همه جهات برایشان سخت کرد.» او آتشکده‌ها را به مسجد تبدیل کرد، مردم را مجبور کرد نیمی از املاک خود را به مسلمانان بدهند و جمعیت شهر را با پرداخت دو درهم به هر کدام تشویق می‌کرد تا در نماز جمعه حاضر شوند. چنین فشارهایی در شهرهایی که حکام عرب در آن‌ها ساکن بودند معمول بود و این موضوع چاره‌ای جز اسلام آوردن یا مهاجرت به مناطق کشور که قوانین اسلامی در آن‌ها سهل تر بود باقی نمی‌گذاشت.
قرن ۹ میلادی برای متون زرتشتی سرنوشت ساز بود. تعداد زیادی از منابع دینی زرتشتیان در این زمان تألیف یا بازنویسی شدند. همه این نوشته‌های دینی در زبان و به خط پهلوی آن زمان نوشته شده است و از کلمات عربی تهی است. خواندن خط پهلوی که این متون به آن نوشته شده مشکل است اما احتمالاً اگر کسی از روی نوشته‌ها برای سایرین می‌خواند، هنوز بیشتر جمعیت توانایی درک آن زبان را دارا بود. بسیاری از این کتاب‌ها پاسخی به دشواری‌هایی است که زرتشتیان در آن دوران با آن روبرو بودند و همه آن‌ها مؤمنان را دعوت می‌کنند تا در باور به دین خود ثابت قدم باقی بمانند. برخی، مانند دینکرد، برای دفاع از مزدیسنا نوشته شده‌اند و سایر نوشته‌ها، مانند بندهشن، به توضیح جوانب دین زرتشت پرداخته‌اند. در قرن ۱۰ میلادی در خراسان، یک اشراف‌زاده ایرانی چهار موبد زرتشتی را گردهم آورد تا کتاب خودای‌نامگ که در زمان ساسانیان به فارسی میانه نوشته شده بود را از خط پهلوی به خط عربی بازنویسی کنند. این نوشته کماکان به فارسی میانه نوشته شده بود و در سال ۹۵۷ میلادی به اتمام رسید. این نسخه دست آخر به منبع اصلی کتاب شاهنامه فردوسی تبدیل شد. این نسخه از خودای نامگ در میان زرتشتیان و همین‌طور مسلمانان بسیار محبوب شد.
مهاجرت‌های درون کشوری زرتشتیان هم اتفاق می‌افتاد. در میان این مهاجرت‌ها نقل مکان به مناطق کویری ایران مانند یزد و کرمان از برجسته‌ترین‌ها بود. این دو منطقه تا به امروز مهم‌ترین مراکز زرتشتیان ایران به‌شمار می‌آیند. یزد در دوران ایلخانان مغول که «بهترین شانس [غیرمسلمانان] برای بقا آفتابی نشدن بود» به محل استقرار موبد اعظم زرتشتیان تبدیل شد. مهاجرتی که در بقای زرتشتیان تا به امروز نقل مهمی داشته است، مهاجرت از شهر سنجان در جنوب غربی خراسان، به گجرات در غرب هند بود. نوادگان زرتشتیانی که به هند پناهنده شدند امروزه به پارسی مشهورند. این گروه امروزه بزرگ‌ترین جامعه زرتشتیان جهان را تشکیل می‌دهند. جدال میان مزدیسنا و اسلام در قرون ۱۰ و ۱۱ میلادی با کم شدن تعداد زرتشتیان کاهش پیدا کرد و سلسله‌های محلی ایرانی تابع خلافت که در ایران به قدرت رسیدند همه «عمیقاً مسلمان بودند.» در یک نامه‌ای که در قرن ۱۶ میلادی توسط زرتشتیان ایرانی به زرتشتیان هند فرستاده شده است، موبدان زرتشتی دوران مسلمانان را بدتر از همه ادوار تاریخ مانند ضحاک و اسکندر توصیف می‌کنند: «که در روزگاری که گذشته است از کیومرث تا امروز هیچ روزگار سخت‌تر و دشوارتر از این هزاره سر هیشتم نبوده است، نه دور ضحاک تازی و نه افراسیاب و نه تورجادو و نه اسکندر.»

### در هندوستان

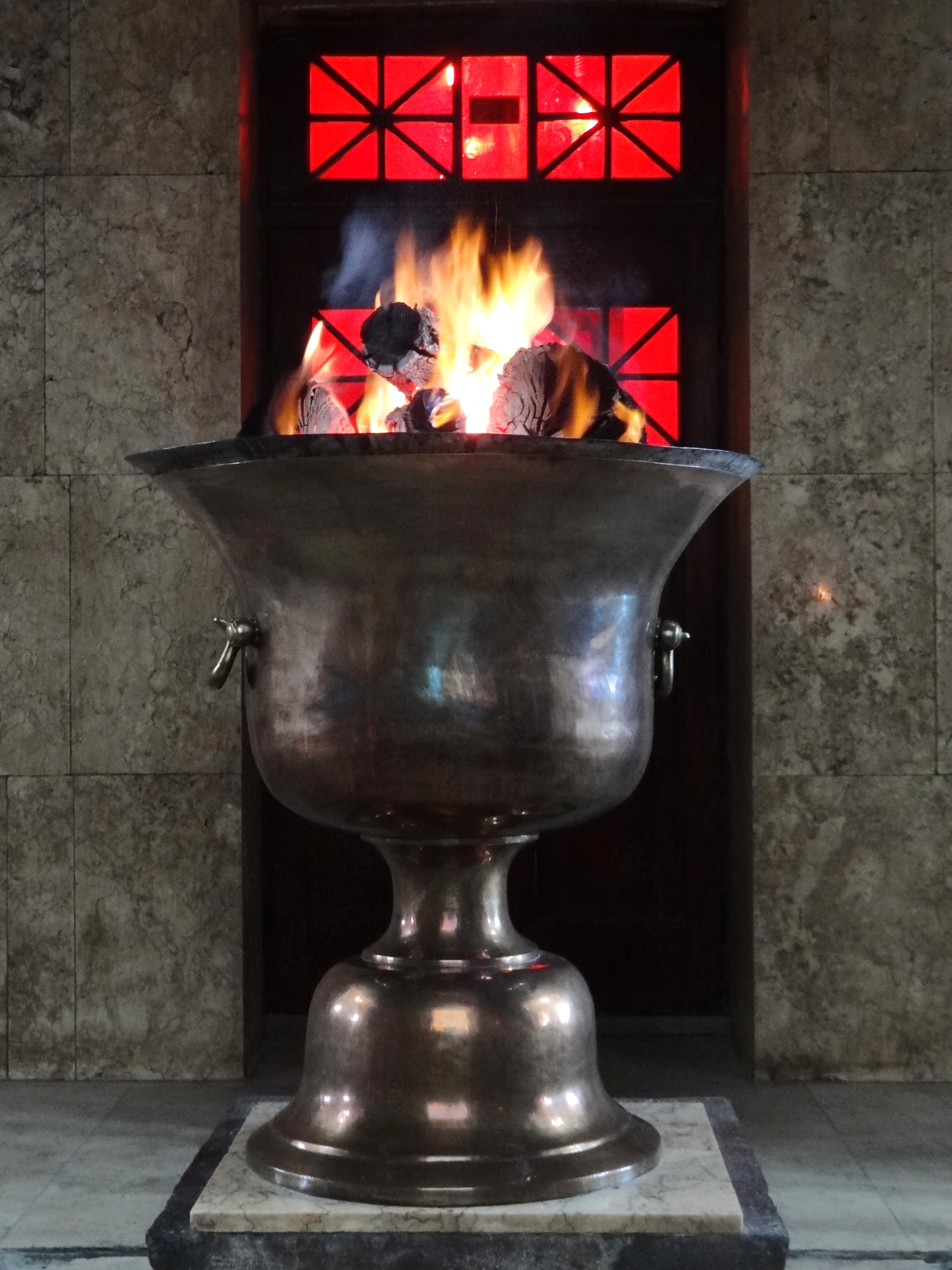
آتشدانی در آتشکده یزد

تصور کلی بر این است که پس از حمله اعراب به ایران، گروهی از زرتشتیان برای فرار از آزار و اذیت دینی توسط مسلمانان به شمال غرب هند پناهنده شده‌اند که در آنجا به پارسیان شهرت یافتند. البته تحقیقات اخیر نشان می‌دهد که تجارت بین ایران و گجرات سابقه طولانی داشته است و شاید بازرگانی در شکل‌گیری هسته اولیه جامعه پارسی‌ها در منطقه تأثیر گذاشته باشد. در گذشته تاریخ اولیه پارسیان را با استفاده اثر منظومی به نام «قصه سنجان» که به سال ۱۵۹۹ میلادی توسط دستور بهمن کی‌قباد بر اساس گفته‌های موبدان زرتشتی به فارسی نوشته شده است، بازسازی می‌کردند. با وجود اینکه این اثر را قرن‌ها بعد مهاجرت اولیه نوشته‌اند، اما بیشتر محققان آن را به عنوان یک سند تاریخی مربوط به فرار زرتشتیان از آزار مسلمانان در ایران، قبول دارند. این کتاب داستان زرتشتیانی را روایت می‌کند که با قایق در راه سنجان گرفتار طوفان می‌شوند اما نجات پیدا می‌کنند و به سنجان می‌رسند. آنجا یک پادشاه هندو به آن‌ها پناه می‌دهد و زرتشتیان برای شکرگزاری از نجات پیدا کردن از طوفان آتش بهرام، مقدس‌ترین آتش زرتشتی، را برپا می‌کنند و به یاد پادشاه در تبعیدشان، آن را آتش ایرانشاه می‌نامند. داستان در ادامه ذکر می‌کند که در زمان حمله مسلمین به هند در کنار هندوها با مسلمانان می‌جنگند اما شکست می‌خورند. پس از آن، آتش ایرانشاه را در غاری در بهاروت مخفی می‌کنند. این آتش هم‌اکنون در اوداوا در گجرات هند قرار دارد و همین موضوع به عنوان مدرکی جهت صحت قصه سنجان پذیرفته شده است. آلن ویلیام معتقد است که باید به قصه سنجان به عنوان اثری مانند شاهنامه فردوسی نگریست و این داستان بر اساس باورهای زرتشتی پرداخته شده است. به هر حال صرف نظر از صحت تاریخی آن، قصه سنجان نشان می‌دهد که پارسیان چه تصوری دربارهٔ تاریخ و نحوه مهاجرت خود به هند داشته‌اند.
جوامع پارسی در بندرهای سالی گجرات مانند سورات، بهاروچ و کهمبهات وجود داشته‌اند و به نظر می‌رسد که بیش از یک مهاجرت اتفاق افتاده باشد. قدیمی‌ترین کتیبه‌های زرتشتیان در هند به زبان پهلوی و در ۲۰ مایلی شمال بمبئی پیدا شده‌اند. یکی از این کتیبه‌ها مربوط به سال ۹۹۹ میلادی و دیگری به ۱۰۲۱ است و نام چند زرتشتی را ذکر کرده‌اند. قدیمی‌ترین دخمه‌های شناسایی شده مربوط به ۱۳۰۰ و ۱۳۰۹ هستند. اواخر قرن ۱۳ میلادی موبدان زرتشتی گجرات را به پنج ناحیه تقسیم کردند و در هر ناحیه موبدانی وظیفه داشتند که مراسم‌های دینی را انجام دهند. از اتفاقات برجسته دیگر مربوط به حضور زرتشتیان در هند، حضور یک موبد زرتشتی اهل نوساری به نام مهرجی رانا در دربار اکبر پادشاه مغولی هند است. منابع پارسیان می‌گویند که مهرجی به اندازه‌ای اکبر را تحت تأثیر قرار داد که پادشاه تصمیم گرفت برخی از مراسم‌های دینی زرتشتی را به جا آورد و در دربار خود یک آتش زرتشتی برپا دارد. او همچنین زمین بزرگی به مهرجی بخشید و زرتشتیان چنان از این موبد راضی بودند که او را به عنوان دستور هر پنج ناحیه برگزیدند. به سال ۱۷۶۵ یک آتش بهرام دیگر در نوساری برپا شد که آن ناحیه را به یک مکان زیارتی تبدیل کرد.
از مهم‌ترین اسناد مطالعه تاریخ زرتشتیان هند نامه‌های رد و بدل شده میان آنان و زرتشتیان ایران است. پارسیان در نامه‌هایی به هم‌کیشان خود در ایران سؤالات دینی، به خصوص در رابطه با اجرای مراسم‌ها، مطرح می‌کردند. این نامه‌ها که ۲۶ تا هستند و اولین آن‌ها به سال ۱۴۷۸ نوشته شده است، برای مطالعه زندگی روزمره پارسیان در هند و همچنین آزارهایی که زرتشتیان در ایران از سوی مسلمانان متحمل می‌شدند اهمیت زیادی دارند. دو راهب مسیحی، در سال‌های ۱۳۲۲ و ۱۳۲۵ میلادی، اولین اروپایی‌هایی هستند که در نوشته‌های خود به پارسیان اشاره کرده‌اند. استعمارگران پرتغالی که ۱۴۹۸ به غرب هند رسیدند هم گاهی به آن‌ها اشاره کرده‌اند و زمانی که انگلیسی‌ها پای خود را به شبه‌قاره گذاشتند، بندر بین‌المللی سورات توجهشان را جلب کرد و آنجا بود که آن‌ها با پارسیان ملاقات کردند. اولین انگلیسی که به پارسی‌ها اشاره می‌کند، جان جوردین در ۱۶۰۹، است. پس از او، ادوارد تری و هنری لرد، دو پیشنماز آنگلیکان، در ۱۶۲۵ و ۱۶۳۰ گزارش‌هایی دربارهٔ زرتشتیان هند نوشته‌اند. گزارش کامل‌تری مربوط به سال ۱۶۲۵ توسط ولبراند گلینسن، یک هلندی که ریاست کارخانه‌ای را در هند برعهده داشت، نوشته شده است و نسبت به گزارش هنری لرد کامل‌تر است. گزارش لرد بیشتر دربارهٔ دین پارسیان است اما گلینسن به مردمِ پارسی می‌پردازد. او می‌نویسد که آن‌ها در «همه حرفه‌ها فعالند، به جز دریانوردی.» یک گزارش دیگر مربوط به سال ۱۶۹۰ ذکر می‌کند که «بسیار سخت‌کوش و ماهرند و برایشان مهم است که فرزندانشان هم به کار و هنر علاقه‌مند بار آورده شوند. آن‌ها مهم‌ترین مردان صنعت نساجی در کل کشور هستند و بیشتر ابریشم و اجناس سورات به دست آن‌ها تولید می‌شود.»

### از صفویه تا قاجاریه
ایران در دوران صفویه (۱۵۰۱–۱۷۳۶) تغییر مذهب به شیعه را تجربه کرد. این اتفاق اغلب با خشونت انجام می‌شد و زرتشتیان به‌طور فزاینده‌ای تغییر دین اجباری را تجربه کردند. نتیجتاً بسیاری زرتشتیان یزد و کرمان و حومه این شهرها مجبور شدند تا تحت آزار و اذیت اسلام بیاورند. در همین زمان تغییر آتشکده‌ها به مسجد و بی‌احترامی به دخمه یا حتی تخریب آن‌ها شدت بیشتری گرفت. برای اینکه آتشدان‌ها را از مورد بی‌احترامی قرار گرفتن توسط مسلمانان دور نگاه دارند، از اتفاقاتی مانند پرتاب آب دهان توسط فرماندار کرمان بر روی یک آتشدان اجتناب شود، معمولاً آن‌ها را در آتشکده‌ها در مناطقی می‌گذاشتند که جلوی دید نباشد. در زمان شاه عباس اول، تعداد زیادی از زرتشتی‌ها مجبور شدند تا از یزد و کرمان به اصفهان مهاجرت کنند تا در آنجا به عنوان نیروی کار در پیشه‌های گوناگون مورد استفاده قرار گیرند. شاه عباس حتی یک بار یک دستور دستوران (روحانی اعظم) و تعدادی دیگر از زرتشتیان برجسته را به جرم اینکه نتوانسته بودند دستخطی افسانه‌ای که تصور می‌شد متعلق به ابراهیم است و در بین زرتشتیان نگهداری می‌شود را به او تحویل دهند، اعدام کرد. تعداد زرتشتیان اصفهان به روزگار عباس اول را ۱۰ هزار تن نوشته‌اند و در محله‌ای به نام گبرآباد ساکن بودند. در شهرهای دیگر نیز زرتشتیان به عنوان نیروی کار استخدام می‌شدند، به خصوص در کارهای مرتبط با پارچه‌بافی. بیرون شهرها، مسلمانان زرتشتیان را با حقوق بسیار ناچیزی استخدام می‌کردند تا بر روی مزرعه‌هایشان کار کنند. 

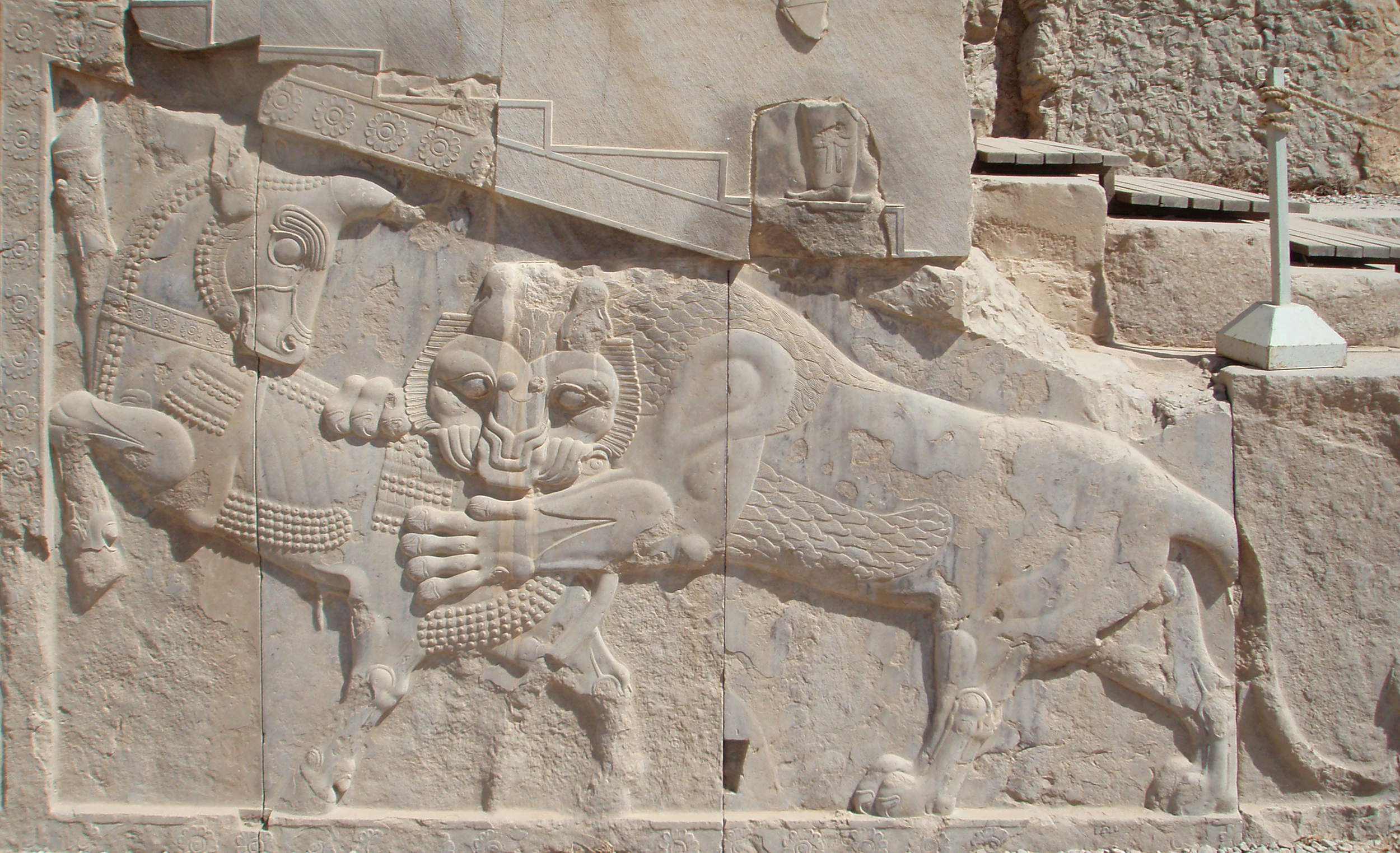
سنگ‌نگارههای تخت جمشید که نمادی از نوروز زرتشتیان را نشان می‌دهد. در اعتدال بهاری در روز نخست نوروز، نیرو و توان شیر و گاو در حال نبرد برابر است. شیر نماد خورشید و گاو نماد زمین است.

در اواسط دهه ۵۰ در قرن ۱۷، به عنوان بخشی از سیاست‌های خشونت‌آمیز عباس دوم، زرتشتیان، یهودیان و مسیحیان از مرکز شهر اصفهان اخراج شدند؛ زیرا تصور می‌شد که حضور آن‌ها برای خلوص مراسم‌های مذهبی مسلمانان مضر است و آن‌ها خطری برای جان مسلمین هستند. در دوران شاه‌سلطان حسین، زرتشتیان بیشتر مورد آزار و اذیت قرار گرفتند تا تشیع را به عنوان دین خود قبول کنند. او رهبران زرتشتی که از اسلام آوردن سر باز می‌زدند را اعدام می‌کرد تا درس عبرتی برای سایرین باشند و آتشکده‌هایشان را تخریب می‌کرد و مورد بی‌احترامی قرار می‌داد. پس از اینکه با شورش قبایل افغان سلسله صفویه کنترل ایران را از دست داد، زرتشتیان فقط به‌طور جسته و گریخته مورد آزار و اذیت قرار می‌گرفتند. قبایل افغان پس از اینکه کرمان را فتح کردند، زرتشتیان ساکن گبرمحله را به جرم نامسلمانی اعدام نمودند. برخی از زرتشتیان با فرار از طریق قنات جان خود را نجات دادند. موبدانی که در آتشکده‌ها بودند هم از قتل‌عام نجات پیدا کردند و دخمه‌هایی برای به گور سپردن دسته‌جمعی جنازه‌ها ساختند. دست آخر، زرتشتیان مجبور شدند تا با افغان‌ها همکاری کنند. حدود ۵۰۰ مرد زرتشتی به سپاه قبایل افغان پیوستند و در حمله به باغ نصر و کشتار مسلمانان شیعه نقش داشتند. در یزد نیز افغان‌ها به توافقی با زرتشتیان دست پیدا کردند و در حمله به قلعه صفوی شهر از یاری آن‌ها سود جستند. همکاری با افغان‌ها باعث شد بعدها نادرشاه تعداد زیادی از زرتشتیان را مجبور کند اسلام بپذیرند یا کشته شوند.
زرتشتیان با سلسله زندیه که تسامح دینی بیشتری از خود نشان می‌داد هم همکاری کردند اما این مسئله برای آن‌ها گران تمام شد زیرا آغامحمدخان قاجار این عمل را به مثابه خیانت پنداشت و آن‌ها را سخت مجازات کرد. در اوایل دوران قاجار، بیشتر زرتشتیان به شغل زراعت مشغول بودند اما تعدادی از آن‌ها نیز به پیشه‌هایی مانند کارگری، نجاری، بافندگی، بانکداری و تجارت مشغول شدند. جزیه مانند گذشته از رهبران جوامع گرفته می‌شد و به حاکمان مسلمان هر منطقه تحویل داده می‌شد؛ اگر مبلغ موردنظر سر وقت و به اندازه کافی پرداخت نمی‌شد، زرتشتیان توسط مسلمانان کتک زده می‌شدند. اسلام آوردن اجباری نیز دوره به دوره صورت می‌پذیرفت و آتشکده‌ها به مسجد تبدیل می‌شدند. نتیجتاً بسیاری از زرتشتی‌ها به مناطق روستایی مهاجرت می‌کردند تا از آزار و اذیت در امان باشند. به عنوان مثال، زرتشتیان تهران را در قرن ۱۹ میلادی تنها ۱۰۰ خانواده و زرتشتیان اصفهان را ۴۰۰ خانواده برآورد کردند. برآوردها دربارهٔ جمعیت زرتشتیان در این دوره متفاوت است؛ به گونه‌ای که مانکجی لیمجی هاتریا، سفیر پارسی که برای بازدید از وضعیت هم‌کیشان ایرانی خود به ایران آمده بود، مجموع زرتشتیان تهران، یزد، شیراز و کرمان را ۷٬۱۲۳ نفر نوشته است.

فر کیانی، نمادی که معمولاً برای نشان دادن آیین زرتشت استفاده می‌شود.

زرتشتیان در قرن ۱۹ با این بیم زندگی می‌کردند که خانه‌هایشان توسط مسلمانان مورد حمله قرار بگیرد و اموالشان — به خصوص متون دینی، کالاهای مورد تجارت و وسایل شخصی — غارت یا سوزانده شود. به این ترتیب آن‌ها منازلشان را به گونه‌ای می‌ساختند که محلی برای مخفی کردن آب و غذا و وسایل ارزشمند و متون دینی داشته باشد. برای اینکه از آزار مسلمانان در امان باشند، مراسم‌های دینیشان را پشت درهای بسته و دور از چشم مسلمین انجام می‌دادند. ناپیر مالکوم، معلم انگلیسی، در سال ۱۸۶۵ این نکته را ذکر کرده که زرتشتیان مجبورند از قوانین تحقیرکننده قرون وسطایی وضع شده برای اقلیت‌های غیرمسلمان پیروی کنند. آن‌ها مجبور بودند تا لباس‌های زرد رنگ یا رنگ‌های مشابه به تن کنند تا در اجتماع مشخص باشند، اجازه نداشتند برای در امان ماندن از نور آفتاب چتر همراه داشته باشند و حق نداشتند از عینک استفاده کنند، سوار شدن بر حیواناتی مانند اسب در حضور مسلمانان برای آن‌ها ممنوع بود تا این موضوع باعث نشود که مسلمین در ارتفاع پایین نسبت آنان قرار گیرند و باید در خانه‌هایی با سقف کوتاه و فاقد تهویه مناسب جهت جریان هوای تازه زندگی می‌کردند. آن‌ها حق مسافرت و خروج از منزل در روزهای بارانی را نیز نداشتند. چون این قوانین توسط مأموران دولتی وضع شده بود، زرتشتیان از ترس تلافی جرئت نمی‌کردند شکوه کنند اما دربارهٔ آزار و اذیت‌هایی که متحمل می‌شدند به هم‌کیشان خود در هند نامه می‌نوشتند.

#### انجمن بهبودسازی وضعیت زرتشتیان در ایران
در سده نوزدهم، مانکجی لیمجی هاتریا از پارسیان هند به‌عنوان نماینده «انجمن بهبودسازی وضعیت زرتشتیان در ایران» گماشته شد تا دربارهٔ درستی خبرهایی که دربارهٔ زرتشتیان درون ایران به هند می‌رسید و وضعیت کلی آنان گزارشی را به انجمن بنماید. وی در گزارشی که به سال ۱۸۵۴ به انجمن داد، شمار دقیق آنان را چنین گزارش کرد:
۶۶۵۸ نفر در یزد و روستاهای اطراف آن، فقط ۴۵۰ نفر در کرمان و پیرامون، ۵۰ نفر در پایتخت یعنی تهران و شمار اندکی هم در شیراز. این در حالیست که در همان دهه شمار پارسیان بمبئی ۱۱۰، ۵۴۴ نفر (یعنی بیست درصد جمعیت شهر) برآورد شده بود، و نیز ۲۰۰۰۰ نفر در سورات و شاید، ۱۵۰۰۰ نفر در بقیه گجرات و دیگر بخش‌های پراکنده در هند. او در این دوره نسبت به وضعیت نابهنجار زندگی زرتشتیان و به‌عنوان نماینده پارسیان هند به ناصرالدین‌شاه قاجار شکایت برد. پارسیان هند برای به فرجام رسیدن درخواست‌هایشان برای بهبود زندگی زرتشتیان، حکومت هند بریتانیا را تحت فشار گذاردند تا نسبت به شاه اعمال نفوذ کند. مانکجی همچنین به همراه بزرگان پارسی دست به‌کار بازسازی آتشکدهها و دخمههای ویران شده و هر آنچه توانستند برای تهیدستان انجام دادند و به پایه‌گذاری مدارس آموزش به شیوه غربی برای زرتشتیان پرداختند و دیری نگذشت که به کمک صندوق‌های خیریه پارسی، در یزد و کرمان و بسیاری از روستاهای زرتشتی، مدارس ابتدائی بنا نهاده شد و به سال ۱۸۶۵ میلادی یک مدرسه کوچک شبانه‌روزی هم در تهران گشایش یافت.
سرانجام با فشارهای پارسیان و پادرمیانی دولت هند بریتانیا، ناصرالدین‌شاه قاجار برخی قوانین را اصلاح کرد و زرتشتیان توانستند به امنیت و ارج بیشتری نسبت به گذشته دست یابند. به‌طور کلی می‌توان گفت نیم‌سده پس از برافتادن جزیه، از جنبه‌های گوناگون، عصر زرّین زرتشتیان ایران بود.

### عصر حاضر

آتشکده جاویدان (صفه سرمسجد) در شهرستان مسجد سلیمان قرار دارد. این بنا متعلق به هفت قرن قبل از میلاد مسیح است

زرتشتیان عصر حاضر به دو گروه زرتشتیان سنتی و زرتشتیان اصلاح‌طلب تقسیم می‌شوند. زرتشتیان سنتی بیشتر از گروه پارسیان هستند که علاوه بر گاتاها و اوستا، متون پهلوی را نیز به عنوان نوشته‌های دینی خود پذیرفته‌اند. آن‌ها، مانند زرتشتیان اصلاح طلب، شکل نوین دین خود را از قرن ۱۹ بنیان گذاشته‌اند تا با جهان امروز سازگار باشد و معمولاً نوکیشان را نمی‌پذیرند. در نتیجه از دید آن‌ها یک نفر برای اینکه زرتشتی باشد، باید از والدین زرتشتی متولد شود. برخی از زرتشتیان سنتی کودکانی که از ازدواج یک زرتشتی – معمولاً تنها در صورتی که پدر زرتشتی باشد – و شخصی که پیرو دین دیگری است را به عنوان یک مزداپرست می‌پذیرند. زرتشتیان اصلاح طلب بر این نظر هستند که باید تنها از گاتاها پیروی کرد و تشریفات و مراسم‌های دینی کاهش پیدا کند. زرتشتیان اصلاح طلب مزدیسنا را بیش از اینکه یک دین بپندارند، آن را به عنوان یک فلسفه قبول دارند. البته این دو گروه شامل همه زرتشتیان نمی‌شود. به عنوان مثال گروهی که به آن‌ها «نئو زرتشتی» هم گفته می‌شود و به دنبال این هستند تا با تفسیر مجدد دین زرتشتی آن را با ارزش‌های غربی سازگار سازند. گروه دیگر احیاگران هستند که نظرشان بر احیا و حفظ سنن و مراسم‌های مذهبی زرتشتی در کنار پذیرفتن اصلاحات اجتماعی است.
از قرن نوزدهم پارسیان هند برای نفوذ گسترده بر جامعه و تحصیلاتشان شهره شدند. آن‌ها در طول چندین دهه در توسعه اقتصادی منطقه نقش خیلی مهمی بازی کردند. تعدادی از بزرگ‌ترین شرکت‌های خوشه‌ای در هند متعلق به پارسیان زرتشتی است که گروه تاتا و خانواده گودرج معروف‌ترین آن‌ها هستند. جمشیدجی تاتا مؤسس گروه تاتا به پدر صنعت هند معروف است.
در ارمنستان که زمانی یک کشور زرتشتی بود و این دین جایگاه خود را با رواج مسیحیت از دست داد، گزارش‌هایی وجود دارد که تا سال ۱۹۲۰ در این سرزمین هنوز تعدادی از ارمنیان زرتشتی بوده‌اند. جوامع کوچکی از زرتشتیان امروزه در آسیای مرکزی، قفقاز، ایران و یک جامعه رو به رشد از زرتشتیان هندی و ایرانی در ایالات متحده آمریکا وجود دارد. همچنین تعدادی زرتشتی در پادشاهی متحد، کانادا و استرالیا زندگی می‌کنند.
بنا به درخواست دولت تاجیکستان، یونسکو سال ۲۰۰۳ را به عنوان «سه هزارمین سالگرد فرهنگ زرتشتی» نامگذاری کرد و به همین مناسبت برنامه‌های مختلفی در سراسر جهان برگزار شد. در سال ۲۰۱۱، انجمن موبدان تهران اعلام کرد که برای اولین بار در تاریخ معاصر ایران و تاریخ معاصر جوامع زرتشتی جهان، زنانی در ایران و آمریکای شمالی به منصب موبدیاری انتخاب شده‌اند. موبدیار، دستیار موبد، گواهینامه‌ای رسمی دریافت می‌کند و می‌تواند برخی از مراسم‌های دینی را بدون حضور موبد برگزار کند و مردم را به دین زرتشت دعوت کند.

#### ایران
زرتشتیان در دوران پهلوی، به دلیل سیاست‌های سکولاریست حکومت و اهمیت ویژه‌ای که برای ایران پیش از اسلام قائل می‌شد، از نظر اجتماعی، سیاسی و اقتصادی با مسلمانان برابر به حساب می‌آمدند. در دهه ۶۰ میلادی حدود ۶۰٬۰۰۰ زرتشتی در ایران زندگی می‌کردند. گسترش سبک زندگی غربی در ایران در قرن بیستم باعث به وجود آمدن تغییراتی در زندگی زرتشتیان نیز شد. ایرانیان زرتشتی امروز اجساد مردگانشان را در آرامگاه‌ها دفن می‌کنند. آن‌ها ابتدا جسد مرده را می‌شویند و در یک کفن سفید می‌گذارند و سپس در یک گور سیمانی قرار می‌دهند که شبیه به دفن مردگان مسلمان است. ایرانیان زرتشتی اغلب عروسی‌های خود را دیگر در آتشکده‌ها برگزار نمی‌کنند، بلکه این اتفاق در تالارها می‌افتد و عروس و داماد نیز لباس‌های به سبک غربی می‌پوشند.
با سقوط حکومت پهلوی و به قدرت رسیدن جمهوری اسلامی، زرتشتیان عملاً بار دیگر به گروه ذمی‌ها بازگشتند. آن‌ها امروزه در شهرهایی مانند تهران، یزد، کرمان، اصفهان و شیراز ساکنند. با استناد به ماده ۱۳ قانون اساسی اسلامی ایران، زرتشتیان مورد حفاظت حکومت قرار دارند و یک کرسی نیز در مجلس شورای اسلامی ۲۹۰ نفری دارا هستند. با وجود اینکه آن‌ها توسط حکومت به رسمیت شناخته می‌شوند، اما معمولاً در زندگی روزانه از سوی همسایگان مسلمان خود با رفتار خوبی مواجه نمی‌شوند و به‌طور پراکنده هدف آزار و اذیت قرار دارند. مواردی ثبت شده است که زنان زرتشتی به صورت اجباری به عقد مردان مسلمان درآمدند و مجبور شدند تا علناً خود را مسلمان اعلام کنند. مهم‌تر از این، قوانینی وجود دارند که میان زرتشتیان و مسلمانان در زندگی روزمره فرق قائل می‌شوند که یادآور وضعیت زرتشتیان در دوران حکومت‌های اسلامی گذشته ایران است. مطابق قوانین موجود، اگر یک زرتشتی مسلمان شود، تمام ارث و میراث خانواده به او تعلق می‌گیرد. در صورتی که یک زرتشتی به صورت غیرعمد باعث مرگ یک مسلمان شود، با حکم اعدام مواجه می‌شود، اما اگر یک مسلمان با یک زرتشتی چنین کند، خطر مشابهی برای او وجود ندارد. این مفهوم که زرتشتیان «نجس» هستند دوباره نزد برخی از مسلمانان احیا شده است. به دلیل تبعیض‌هایی وجود دارد، آمار بیکاری در میان زرتشتیان بسیار بالاست و در نتیجه خیلی از ایرانیان زرتشتی در سال‌های اخیر به کشورهای اروپایی و آمریکای شمالی مهاجرت کرده‌اند.

جوامع محلی زرتشتی ایرانی در کشورهای امروزی ازبکستان و تاجیکستان نیز وجود دارند. رشد اقتصادی که در سال‌های اخیر در کشورهای مسلمان خاورمیانه مانند امارات، بحرین و قطر اتفاق افتاده، باعث مهاجرت زرتشتی‌ها در این کشورها شده است. در این کشورها، زرتشتیان تغییراتی در اعتقادات، مراسم‌ها و سنن خود ایجاد کرده‌اند تا بتوانند به همزیستی با مسلمانان بپردازند.

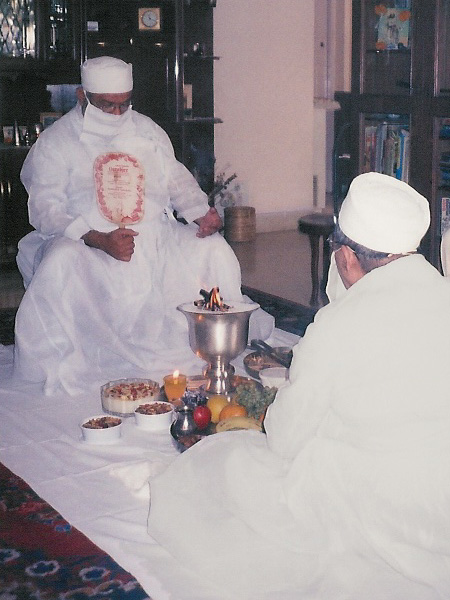
آداب و مراسم زرتشتی

## جهان‌بینی زرتشتی
بر پایه داده‌های متون دینی مزدیسنا، جهان میدان نبرد میان نیروهای خیر و شر (یا نیکی و نیروهای نور و خوبی از یک سو و اهریمن نیروهای تاریکی از سوی دیگر) است. در دین زرتشتی که بیانگر عرصه‌ای از نبرد حق علیه باطل است، در برابر امشاسپندان که فروزه‌های نیک خدا به‌شمار می‌روند، ردیفی از دیوان نیز وجود دارد که صفات انگره مینو بوده و به جنگ علیه امشاسپندان و کلیه مخلوقات آفرینش خدایی می‌پردازند. در اوج این نبرد در والاترین درجه آن بهمن وهومن وهو+من یعنی نیکی من در برابر آن اهرمن اهر+من یعنی زشتی من می‌باشد. این دیوها که صفات اهریمن هستند وظیفهٔ مقابله با تمامی آفرینش اهورایی را که در بهترین صفات نیکی خداوند یعنی وهومن متجلیست را دارند پایین‌تر از دیوهای کماره گروهی دیگر از دیوان نیز وجود دارند که برابر ایزدان دیگر می‌ایستند. اهریمن گروهی از دیوهای کماره را برای برابری مقابل امشاسپندان از وجود خود صادر می‌کند این نبرد میان امشاسپندان و اهرمنان که نمادهای خیر و شر در زندگی انسانی‌اند از اصول دین زرتشت است و پیرو این بسیاری گمان بر ثنویت در دین زرتشت که پایه توحید و یکتاپرستی دارد بردند و اهرمن را در برابر ذات مقدس الوهیت قرار دادند در صورتی که اهرمن که تاریکیست در برابر بهمن که مظهر نور خداوند است می‌باشد بنا بر گفتار سهروردی همه این امشاسپندان تجلیات صفات خداوند در ظهور خیر و نیکی‌ها و نورانیت پروردگارند در قوس صعود و درجه فرا و اهرمن و دیوان تجلیات خداوند در قوس نزول نورانیت و درجه فرو و ارادهٔ پروردگار در گمراه کردن دشمنان می‌باشند و دین زرتشت از ثنویت مبراست و کسانی‌که به کنه معرفت این دین نرسیدند آن را متهم به ثنویت کردند و از مغز آن که رسیدن انسان به درجه نورانیت قدوس که بهمن نامیده شد و ترک مغاک اهرمن که تاریکی انسانیت است آگاه نشدند و همواره اهرمن را در ذات مستقل از خداوند خواندند در حالی که چه اهرمن چه بهمن نمادی از درجات صعود و نزول انسانند و هیچ‌کدام ازین دو مستقل از ذات اقدس باری تعالی نیستند. انسان باید برگزیند که به کدام جبهه می‌پیوندد مزدیسنا به او آموزش می‌دهد که این پروردگار است که سرانجام، پیروز خواهد شد و حتی آنهایی‌که به آتش دوزخ دادباخته و محکوم شده‌اند را از موهبت بهشت (یا پردیس) بی‌بهره نخواهد کرد. مردمان و راست‌اندیشان می‌بایست با گرایش به دین و پیروی از سه فرمان «اندیشه (پندار) نیک، گفتار نیک، کردار نیک» خود را به بالاترین درجات انسانیت رسانده و بدی را در جهان ریشه کن سازد. این شیوه تفکر در عقاید هندی نیز بچشم می‌خورد. اما تفاوت اندیشه زرتشتی با آن در این عنوان شده که در دین زرتشت زندگی و حیات و کار و تلاش نکوهش نشده و بر اساس گفتار زرتشت در گاتاها:
والاترین مردم کسی می‌تواند باشد که در پیشرفت مردم و آبادی جهان کوشش بیشتری نماید.
براساس این عقاید مرگ و ویرانی منشأ شر داشته و تخریب، کار «روح مخرب» یعنی انگره مینوست (اهریمن) و از این رو تخریب و غم و سوگواری بیش از حد و کشتار پذیرفتنی نیست.
منشأ شناخت خیر از شر را اندیشه و وجدان که دئنا آمده دانسته‌اند. جهان مادی و تن و شادمانی آفریده‌های خدا هستند و وظیفه دینی انسان است که از آن‌ها نگاهداری کند و آن‌ها را گسترش دهد و از آن‌ها بهره گیرد. زرتشتیان اعتقاد دارند که در پیروی از این طریق جبری در کار نیست. اختیار برای هر فرد بخشی اساسی از مزدیسنا است. گرچه انسان متحد خداست اما همه آدمیان باید میان راستی و دروغ یکی را برگزینند. اعتقاد به سرنوشتی از پیش مقدر شده از دید اخلاقی زرتشتیان نکوهیده است زیرا این کار از عدل و نیکی خدا می‌کاهد.

### خدا در مزدیسنا
خدای نیک‌سرشت در کیش زرتشتی، اهورامزدا نام دارد که به معنی سرور دانا است و پرستیده می‌شود. برای اهورامزدا در هرمزدیشت، در حدود شصت صفت نیک آورده شده و تقریباً همه چیزهای خوب به وی منتسب شده است. بر اساس گاتها، اهورامزدا هم آفریننده روشنایی و هم تاریکی است. بر اساس کتاب بندهشن که پس از ساسانیان نوشته شده، نیروی مخالف اهورامزدا و زاینده بدی‌ها را اهریمن (انگره مینیو) معرفی می‌کند در کیش زرتشتی، اهریمن هیچگاه توان ذاتی برای مقابله با قدرت اهورامزدا را ندارد و رقیبی برای او نیست. بلکه اهریمن همان اندیشه بد است اما در باور آیین زروانی، اهریمن برادر و رقیب اهورامزدا و پسر زروان و دارای هویتی جداگانه از اهورامزدا است. زرتشتیان امروزی نیز خود را یکتاپرست می‌دانند و اهریمن را تنها نمادی تمثیلی از بدی‌ها می‌نامند نه یک خدا. این شائبه احتمالاً به دلیل تغییر مفهوم و ماهیت انگره مینو در دین مربوط می‌شود که این قطب مخالف سپنتا مینیو با اهریمن یکی گشته است.
در نظر مزدیسنان، خدا خیر مطلق است و چون اساساً مخالف بدی است، نمی‌تواند هیچ گونه ارتباطی با آن داشته باشد و در سراسر تاریخ در ستیز زندگی و مرگ با بدی درگیر است. خدا سرچشمه همه خوبی‌هاست. شر واقعیت دارد اما نیرویی است که در پی نابودی و فساد و آلودگی است و مرگ، بیماری، فقر و گناه همگی کار اهریمن است که در صدد نابودی جهان ایزدی است. خدا وجودی خردگراست و برای هر چه می‌کند دلیلی دارد. خدا جهان را آفریده است که یاور او در نبرد با شر باشد. جهان می‌تواند آوردگاه میان خوب و بد باشد اما ذاتاً نیک است و اگر شر آن را تباه نکرده باشد، مشخصات آفریننده خود را که نظم و هماهنگی است، می‌نمایاند.

انکار بنیان نیک خدای جهان مادی یکی از بزرگ‌ترین گناهانی است که یک زرتشتی می‌تواند مرتکب شود.

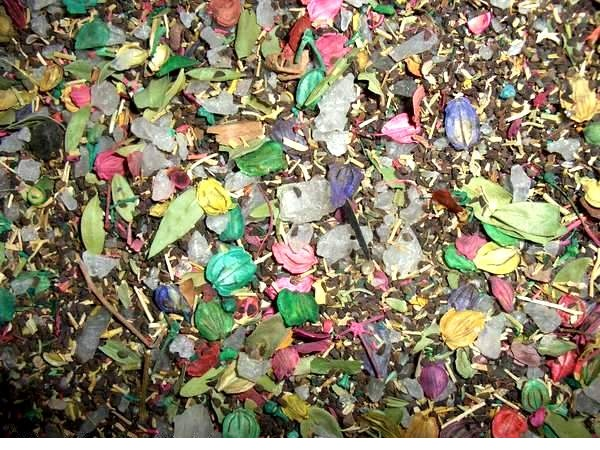
در مزدیسنا سوزاندن چوب‌ها و برگهای معطر در مراسم مذهبی، جشن‌ها و خانه‌ها، برای خشنودی ایزدآذر و دور کردن عناصر فساد مرسوم بوده است. (در مهر اصفهان)

### چگونگی و هدف از آفرینش انسان
در اساطیر مزدیسنی، عمر جهان دوازده هزار سال است که به چهار دوره سه هزار ساله تقسیم می‌شود. در این اساطیر آفرینشِ مینوی شکل مادی به خود می‌گیرد و به ترتیب بر طبق فروردین‌یشت، بند ۸۶، آسمان، آب، زمین، گیاه، حیوان (گاو ایوداد) و سپس نخستین انسان (گیه مرتن/کیومرث) پیدا آمدند. در داستان اسطوره‌ای آفرینش انسان به روایات ایرانی باستان، هدف از خلقت انسان «کمک به آفریدگار در مبارزه با اهریمن» و «جانشینی خدا در زمین» بیان شده است. این آفرینش پس از گذراندن دوره‌های زمانی مشخص تکامل می‌یابد. با توجه به اینکه آفرینش مادی و به‌ویژه کیومرث (انسان) از زمانی آغاز می‌شود که برخوردی بین اهورامزدا و اهریمن پدید می‌آید و دشمنی آنها آشکار می‌شود می‌توان آفرینش را به منظور (یاری به خداوند در جدال با اهریمنان) قلمداد کرد. در بندهش چنین عنوان می‌شود که «... ششم مرد پرهیزگار را آفرید برای از میان بردن و از کار افکندن اهریمن و همة دیوان». اهورامزدا سرور دانا و خیر مطلق و مخالف همهٔ بدی‌ها و رنج‌هاست. در مقابل او، انگره مینیو (اهریمن) قرار دارد که روح شر است و همواره سعی می‌کند در دنیای مادی و حقیقت، خلل ایجاد کند. زندگی در این جهان بازتابی از مبارزه کیهانی اهورا مزدا و انگره مینیو است؛ بنابراین سبب آفرینش مادی و ازجمله انسان در اساطیر ایرانی «مشارکت در نبرد کیهانی» است. در روایات ایرانی همچنین گویا خلق آدمی برای جانشینی خداوند و مبارزه با نیروها و عوامل اهریمنی در زمین خاکی نیز مدنظر بوده است؛ به‌گونه‌ای‌که در بندهشن می‌خوانیم: «کیومرث برای یاری و کمک آفریدگار آفریده شد و بدین ترتیب اورمزد او را به شکل انسان آفرید»

### مرگ، پل چینوت و فرشگرد
در باور زرتشتیان، مرگ روح را مجبور می‌کند تا گیتیگ (جهان مادی) را ترک کرده و وارد مینوگ (جهان معنوی) شود. آنگاه روح بر اساس آنچه که در نبرد میان خیر و شر انجام داده است، داوری می‌شود. بنا به گفته زرتشت، زن و مرد، خادم و مخدوم، همه نه بر اساس قدرت و ثروتشان در زندگی مادی، که بر اساس دستاوردهای نیکشان قضاوت می‌شوند. آنجا میترا به داوری نشسته و سروش و رشن که ترازوی عدالت را در دست دارد، در کنارش هستند. در ترازوی عدالت، بر یک کفه گفتار، کردار و پندار نیک شخص قرار دارد و بر کفه دیگر، گفتار، کردار و پندار شریرش. اگر کفه نیک بر کفه شر بچربد، شخص می‌تواند، درحالی که دئنه، دوشیزه زیبایی که چهره انسانی باطن شخص است، همراهی‌اش می‌کند، از پل چینوت گذر کرده و وارد پردیس شود. اما اگر کفه شر سنگین‌تر باشد، عرض پل به اندازه لبه خنجر باریک خواهد شد و درحالی که روح تلاش می‌کند از آن عبور کند، عجوزه‌ای وحشتناک بازوی او را گرفته و با خود به جهنم می‌کشاند، جایی که «تیرگی ماندگار دیرپایی و کورسویی و بانگ دریغایی» انتظارش را می‌کشد.
مفهوم جهنم، یعنی جایی که اهریمن حاکم آن است و انسان‌ها را شکنجه می‌کند، به نظر از ابتکارات خود زرتشت بوده باشد که به دلیل نیازی که او به وجود عدالت احساس می‌کرده، شکل گرفته است. بنا به گفته او، کسانی که نیک و بدشان با هم درآمیخته باشد، وارد حالتی خواهند شد که نه شادی را احساس می‌کنند و نه غم را. باید تصور کرد که ایرانیان قبل از زرتشت، همانگونه که در نوشته‌های ودایی هندی آمده، تصور می‌کردند که پس از ورود به بهشت، انسان به صورت دائمی درآنجا می‌ماند؛ اما در مزدیسنا، حتی گذر کردگان از پل هم باید برای بهترین زندگی تا زمانی که فرشگرد اتفاق افتد صبر کنند، زیرا هنوز نیروهای شریر از بین نرفته‌اند. چون فرشگرد رسد، زمین استخوان‌های مردگان را پس داده و هرکس به «تن پسین» خود می‌رسد. سپس داوری نهایی آغاز می‌شود و خیر از شر برای همیشه جدا می‌شود. آن زمان است که آریامن، ایزد دوستی و سلامتی، با کمک آذر همه فلزهای کوه‌ها را آب خواهد کرد و از آن رود درخشانی بر زمین جاری خواهد شد. تمام انسان‌ها باید از این رود عبور کنند؛ برای نیکان، آنگونه که نوشته‌های پهلوی گفته‌اند، مانند عبور از شیر گرم خواهد بود و برای شریران، مانند پا گذاشتن بر روی گوشت در فلز گداخته. شاید زرتشت در اینجا افسانه‌های مربوط به رودخانه‌های مذاب و فوران آتشفشان‌ها را با مجازات‌هایی که آن زمان با استفاده از فلز گداخته در ایران رایج بوده، ترکیب کرده باشد.
با داوری نهایی، شریران مرگ دومی را تجربه خواهند کرد و برای همیشه نابود خواهند شد. ایزدان و نیروهای روشنایی در نبرد بزرگی با دیوان و نیروهای تاریکی روبرو می‌شوند و آنان را شکست خواهند داد. سپس رود فلزی را به سمت جهنم هدایت خواهند کرد و اهریمن، آخرین موجود شریر جهان، از بین خواهد رفت. آنگاه اهورامزدا و ۶ امشاسپند هومه سفید را آماده خواهند کرد؛ چون بازماندگان از آن بنوشند، نامیرا شده و تا ابد، در پادشاهی یزدان، با شادی زندگی خواهند کرد، بدون بیماری، فساد و پیری.

### آموزه‌های زندگی
اگر جهان به خدا تعلق دارد، پس رهبانیت یا زهد و کناره‌گیری از آن گناه است. اگر مشخصهٔ خدا آفرینندگی و افزایش‌بخشی است، پس وظیفهٔ دینی آدمیان کار برای افزایش آفرینش خوب از طریق کشاورزی و پیشه‌وری و ازدواج است. تجرد گناه است زیرا مانع آفرینش خوب است. سقط جنین و همجنس‌گرایی نیز گناه به‌شمار می‌روند، زیرا این اعمال به گونه‌ای مؤثر مانع تحقق هدف واقعی که همان افزایش آفرینش خوب است، می‌شوند. انسان از پنج عنصر اما به صورت واحدی تشکیل شده است: روان، جان (اساس زندگی)، فروشی (خود آسمانی او)، وجدان و تن؛ بنابراین سلامت روانی و جسمی همراه هم هستند. این طرز تفکر که با فشار آوردن به بدن می‌توان به پیشرفت معنوی رسید، در دین زرتشتیان مردود شمرده می‌شود. از آنجا که دنیای مادی به خدا تعلق دارد موفقیت مادی که شرافتمندانه و بدون آزار رسانیدن به دیگران به دست آید و با بخشندگی همراه باشد، کمکی است به پیشرفت معنوی و نه مانعی برای آن. برخلاف بسیاری از مکاتب اندیشه‌گرای آیین هندو، دین زرتشتی دارای اخلاق عملی است. تن‌پروری از آن اهریمن است و کار نمک زندگانی است. بدون کار زندگی بیهوده و بی‌فایده است. اهریمن بود که جهان را دچار فقر کرد بنابراین برداشت این دین از زندگی برداشتی شادمانه است. در روزی از ماه که به خدا اختصاص دارد یعنی وز هرمز، یعنی روز اول ماه به مؤمنان اندرز می‌دهند که «می خور و خوش باش» البته به همان نسبت عیاشی و مستی و هرزگی نیز مذموم است زیرا همه باید تحت فرمان اعتدال آرمانی باشند. انسان که مخلوق بزرگ و متعلق به خداست، هدف خاص حمله‌های شر است و وظیفهٔ مؤمنان این است که بر این حمله‌ها غلبه یابند.
در اندرز پوریوتکیشان بند ۳۷ به بعد آمده است: «بر تردید و آرزوی نادرست با خرد چیره شوند، بر آز با خرسندی، بر خشم با آرامش، بر رشک با نیکخواهی، بر نیاز با هشیاری، بر ستیز با آشتی، بر دروغزنی با راستی.»
جهان مادی و تن و شادمانی آفریده‌های خدا هستند و وظیفهٔ دینی انسان است که از آن‌ها نگاهداری کند و آن‌ها را گسترش دهد و از آن‌ها بهره گیرد. زرتشتیان اعتقاد دارند که در پیروی از این طریق جبری در کار نیست. اختیار برای هر فرد بخشی از اساسی از دین زرتشتی است. گرچه انسان متحد خداست اما همهٔ آدمیان باید میان راستی و دروغ یکی را برگزینند. اعتقاد به سرنوشتی از پیش مقدر شده از دید اخلاقی زرتشتیان نکوهیده است زیرا این کار از عدل و نیکی خدا می‌کاهد.

### اصول دین زرتشت
اصول دین زرتشتی شرط‌های اصلی خداباوری زرتشتی و دین‌آور بودن است. هر فرد زرتشتی می‌باید در زمان سدره‌پوشی با خرد و اندیشه خود به اطمینان به این اصول ایمان آورده باشد و آن را در طول زندگی مذهبی خود در نظر داشته باشد. دین زرتشتی بر نُه اصل استوار است که به‌ترتیب عبارت‌اند از:

۱. ایمان به یگانگی خدا ۲. ایمان به پیامبری زرتشت ۳. باور به جهان مینوی و عالم معنا ۴. ایمان به نظم و راستی کار جهان (اشه) ۵. باور به جوهر آدمیت ۶. اعتقاد به فروزه‌های هفت‌گانه خداوند ۷. اعتقاد به نیکوکاری ۸. اعتقاد به تقدس عناصر چهارگانه: آب، باد، خاک و آتش ۹. اعتقاد به فرشگرد یا آخرالزمان. 

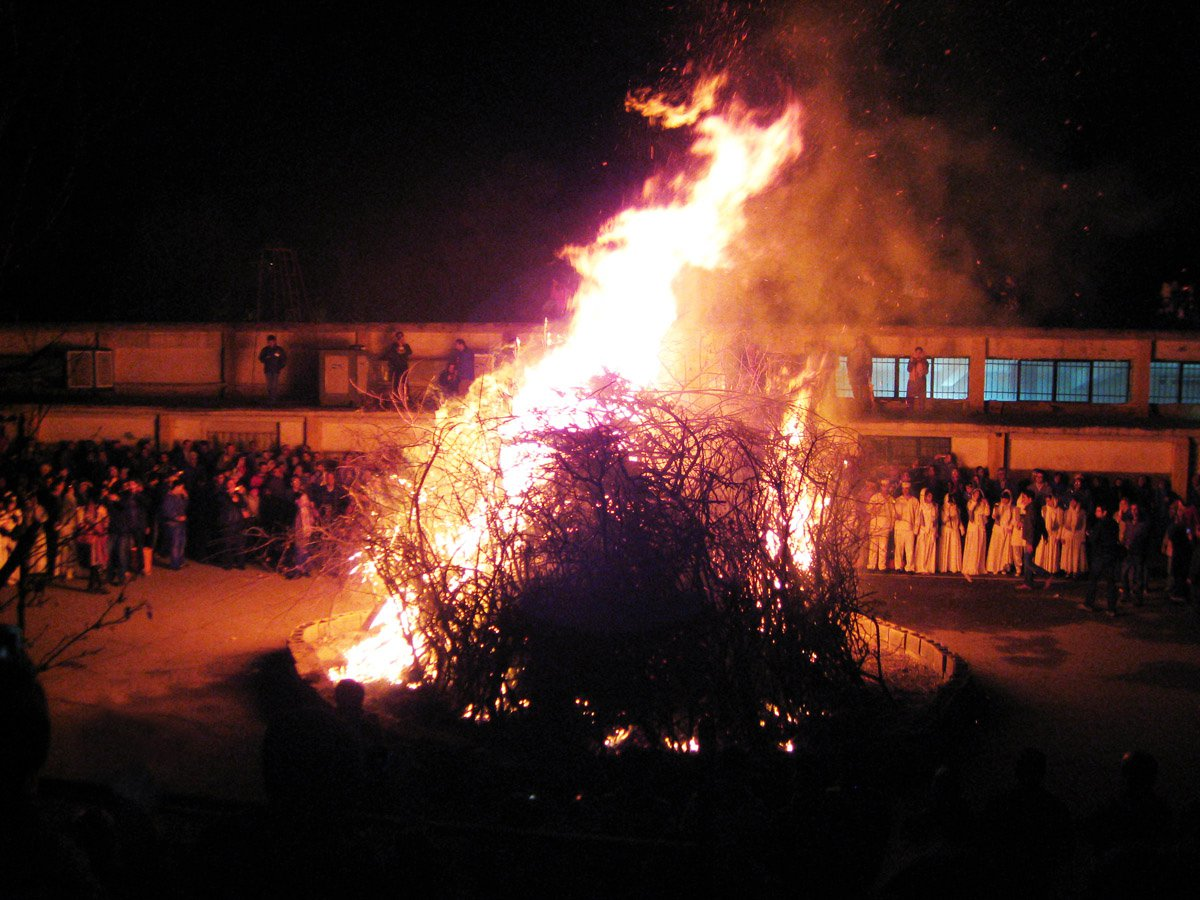
جشن سده سال ۱۳۸۹ در مارکار تهران‌پارس

## آیین‌ها و جشن‌های دینی زرتشتیان
- آیین سدره‌پوشی: مراسمی مذهبی است که در طی آن شخص نوجوان با بستن کشتی رسماً به دین زرتشتی می‌گراید.
- گاهنبارها: جشن‌های آیینی که مجموعاً هفت جشن در سال برای خدا و فروزه‌های هفت‌گانه ی اوست نیز جزو آداب دینی آنان شمرده می‌شود که مهم‌ترین آن‌ها جشن نوروز است.[۱۰۲]
- نوروز: هم‌زمان با اعتدال بهاری است و دوره جشن‌های نوروزی که تا شش روز هم‌زمان با زادروز زرتشت دنبال می‌شود.
- جشن فروردینگان: جشن و مراسمی است که به بزرگداشت روان درگذشتگان زرتشتی انجام می‌شود.
- جشن خردادگان: در ششمین روز ماه خرداد این جشن به پاسداشت آب و آبادانی برگزار می‌شود.
- جشن تیرگان: در سیزدهمین روز از ماه تیر هرساله جشن تیرگان برگزار می‌شود. این جشن به امید دور کردن خشک‌سالی انجام می‌گیرد.
- جشن امردادگان: این جشن در روز هفتم ماه اَمُرداد برگزار می‌شود.
- جشن مهرگان: از جشن‌های قدیمی ایرانی است که از هر ساله در روز ۱۶ مهر به نام ایزد مهر برگزار می‌شود. جشن مهرگان اگرچه امروزه محدود به جوامع زرتشتی شده اما درگذشته به خوبی میان مسلمانان ساکن ایران به ویژه سلاطین و طبقه مرفه رایج بوده است.
- جشن آبانگان :این جشن برای بزرگداشت اردویسور ناهید پاک نگهبان آب در زمین است و در آن دختران و زنان می‌رقصند و روی هم آب می‌پاشند. این جشن را می‌توان یادگار آناهیتا ایزدبانوی مهر یا همان «اردویسور ناهید پاک» حساب کرد.
- جشن بهمنگان: این جشن، هر ساله در روز ۲ بهمن برگزار می‌شود.
- جشن سده: از جشن‌های قدیمی است که هر سال در ۱۰ بهمن برگزار می‌شود. این جشن با برپایی آتش بزرگ همراه است.
- جشن اسفندگان: یا اسفندگان در روز ۵ اسفند انجام می‌شود که جشن بزرگداشت سپندارمَذ و نیز ارج نهادن به مقام زن و گرامی‌داشت زمین است.

## متون دینی

### اوستا
اوستا مجموعه‌ای از متون دینی اصلی مزدیسنا است که در لهجه ایرانی کهن اوستایی نوشته شده است. تواریخ مختلفی برای اوستا در متون پهلوی مطرح شده است که زمان نگارش بخش‌های مختلف آن از هزاران سال پیش تا زمان سلسله ساسانیان متفاوت بوده است. بر اساس نوشته‌های پهلوی، اهورامزدا اوستا را در ۲۱ نسک خلق کرد و زرتشت آن را به کوی‌ویشتاسپ ارائه کرد. آنجا، دو نمونه از آن برداشته شد که یکی را در خزانه سلطنتی گذاردند و دیگری را به بایگانی بردند. در زمان حمله اسکندر به ایران، اوستا سوزانده شد و بخش‌های علمی آن پراکنده شد. دربارهٔ صحت تاریخی سوزانده شدن اوستا توسط اسکندر مدارک تاریخی معتبری وجود ندارد.
به هر حال، بعدها شاه بلاش از سلسله اشکانی تلاش کرد تا قسمت‌های پراکنده شده اوستا را جمع‌آوری کند. در زمان ساسانیان، اردشیر به تنسر، موبد اعظم، دستور داد تا کاری که بلاش آغاز کرده را کامل کند و بخش‌های باقی مانده را گرد آورد. پس از او، شاپور اول به موبدان دستور داد که بخش‌های علمی اوستا که در میان یونانیان بودند را مجدداً به کتاب اضافه کنند. آذرباد مهراسپندان یشت‌ها را مجدداً بررسی کرد و در زمان خسرو انوشیروان اوستا را به پهلوی ترجمه کردند.
زمان نگارش اوستا به دوران ساسانیان بازمی‌گردد. اما از بخش‌هایی که توسط آنان مکتوب شد تنها قسمت‌هایی باقی مانده است. همه نسخه‌های خطی که موجود هستند پس از سقوط سلسله ساسانی نوشته شده‌اند که قدیمی‌ترین آن مربوط به سال ۱۲۸۸ میلادی، ۵۹۰ سال پس از اینکه ساسانیان سقوط کردند، است. متونی که تا امروز باقی مانده‌اند، شامل گاتاها، یسنه، ویسپرد و وندیداد می‌شود که البته دربارهٔ صحت وندیداد در میان زرتشتیان اختلاف نظرهایی وجود دارد. بخشی دیگری با نام خرده‌اوستا نیز باقی مانده است که شامل یشت‌ها و متن‌های مهم دیگری مثل سرودها، عبادات و… است. بخش‌های دیگری از اوستا نیز باقی مانده که به «قطعات اوستا» مشهور است.

### کتب پهلوی
منظور از کتب پهلوی نوشته‌هایی است که زرتشتیان در قرون ۹ و ۱۰ میلادی به زبان فارسی میانه نوشته‌اند. این کتاب‌ها، در بیشتر موارد، بازنویسی متون قدیمی‌تری هستند که اصل آن‌ها در دوره ساسانی یا قبل از آن نوشته شده است. کتب پهلوی باقی مانده در واقع بازمانده میراث ادبی اواخر دوران ساسانی هستند که درصد زیادی از آن‌ها را مطالب دینی تشکیل می‌دهند. دلیل این مسئله این است که نویسندگان و کاتبان این کتاب‌ها تقریباً همگی به طبقه روحانیون تعلق داشته‌اند. البته علاوه بر متون دینی، نوشته‌هایی در موضوعات دیگر نیز وجود دارد که شامل چند واژه‌نامه و کتاب قانونی و با اهمیت «مادیان هزار دادستان» نیز می‌شود. وجود این کتاب‌ها، نشان از ادبیات غیردینی غنی که در زمان سلسله‌های اشکانی و ساسانی وجود داشته است، دارد. برخی از کتاب‌های موجود در یک موضوع نیستند و ترکیبی از مطالب مختلف را در برمی‌گیرند.
در میان کتاب‌های مذهبی پهلوی که برای دین زرتشت اهمیت دارد، می‌شود به دینکرد، بندهشن، گزیده‌های زاداسپرم، مینوی خرد، جاماسپ‌نامگ (ایادگار جاماسپیگ)، نامه‌های منوچهر، روایات پهلوی، دادستان دینی و ارداویراف‌نامه اشاره کرد. این کتاب‌ها منبع ثانویه زرتشتی به حساب می‌آیند اما تأثیر مهمی بر این دین گذاشته‌اند. از دینکرد که یکی از مهم‌ترین کتاب‌ها در این فهرست است، تنها ۷ جلد از ۹ جلد اصلی باقی مانده است.
نیز، از حماسه‌های ایران باستان دو متن به نامهای «کارنامه اردشیر بابکان» و «یادگار زریران» به خط و زبان پهلوی بازمانده اند که دومی در اصل به گویش پهلوی اشکانی بوده است. این متون را می‌توان در رده حماسه‌های دینی زرتشتی قرار داد.

## آداب و احکام دینی
آداب و احکام دین زرتشتی شباهت‌های زیادی با ادیان دیگر به ویژه دین اسلام و دین یهود دارد. ضمن اینکه به دلیل ریشه و پیشینه مشترک ویژگی‌های کمابیش نزدیکی بین این دین و دین هندو نیز بچشم می‌خورد.

### نماز
مسئله عبادت و نماز در دین زرتشتی شباهت زیادی با دین اسلام دارد. در دین مزدیسنا پنج نماز روزانه از واجبات شمرده می‌شود و هر فرد زرتشتی که به سن پانزده سالگی رسیده باشد موظف است پنج نماز روزانه را پس از تطهیر سر و دست و پاها به جای آورد. زرتشتیان هر روز در ۵ گاه اهورامزدا را نماز می‌گزارند و هنگام این نمازها دارای محدودیت زمانی است. زرتشتیان برای طهارت آداب ویژه خود را دارند که البته با آداب و سنن اسلامی در کشور ایران کاملاً همخوانی دارد. آب روان، خاک و نور خورشید از تطهیرکنندگان سنتی در این دین هستند و بر پاکیزگی در مزدیسنا پافشاری بسیار شده است. در مزدیسنا، آداب شستشو و تطهیر برای مردگان نیز می‌باید صورت پذیرد. 

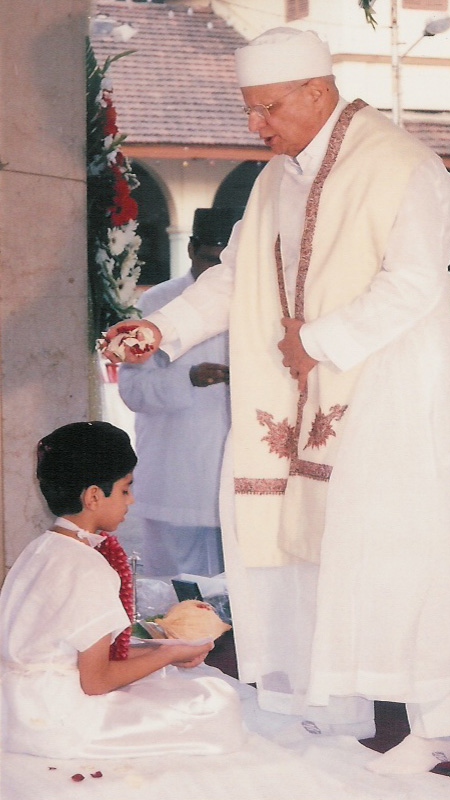
مراسم سدره‌پوشی یک کودک زرتشتی اهل هند

### ازدواج
در دین زرتشتی به آیین زناشویی، آیین پیوکانی گفته می‌شود. ازدواج در میان زرتشتیان امری سفارش شده و پسندیده است و به همان اندازه تجرد، چند همسری و طلاق بجز در موارد نادر مانند ناباروری یا بیماری، زشت و مذموم شمرده می‌شود. این اصول، امروزه نیز میان زرتشتیان ایران حتی در محاکم و مراجع قضایی پیش‌بینی شده و رعایت می‌شود.

### بدرود با گذشتگان
در کیش زرتشت، که دین رسمی دودمان هخامنشی بود، خاک، عنصری مقدس شمرده می‌شد و از این روی مردگان را در خاک دفن نمی‌کردند. اعتقاد شدید به عناصر پاک طبیعت و تلاش برای پرهیز از آلودن آن سبب شده بود در گذشته آنان مردگان خود را در بلندی یا در برج خاموشان (دخمه) قرار دهند که جسم آنان به طبیعت بازگردد. واژه دَخمَه در اوستا و در پهلوی دَخمَک، به معنی داغ‌گاه آورده شده است. در زبان فارسی به دخمه، استودان و دخمه‌دان هم می‌گویند. بعضی از استودان‌های عهد ساسانی مشتمل بر نوشته‌های مذهبی و نام، در گذشته بوده است. این سنت که پیش از زرتشتیان در ایران نیز انجام می‌گرفت ممکن بوده سنتی ایلامی بوده باشد. در دوران پیش از اسلام مردگان زرتشتی در استودان یا دخمه جای می‌گرفتند و استفاده از برج خاموشان در دوران باستان مرسوم نبوده است. اما از سده پیش این رسم متروک گردیده و آنان مردگان خود را در مقبره‌های سیمانی که با زمین پاک ارتباط ندارد می‌گذارند یا مرده را در تابوتی آهنین قرار داده و سپس در خاک قرار می‌دهند.

### آداب سوگواری
در آداب سوگواری در مزدیسنا، شیون و زاری بیش از حد برای مردگان جایز نیست و آن را موجب آزرده شدن روان درگذشته و ضعف و کم‌طاقتی بازماندگان می‌دانند.

### ارج‌گذاری به روان جاویدان
دین زرتشتی باور بر این است که روان در گذشته سه روز زیر راهنمایی سروش در این جهان می‌ماند. از این‌رو نمازهای ویژه در سه شب برای آسایش روان و خشنودی سروش خوانده می‌شود. باور این است که روان درگذشتگان سالی پنج روز پیش از نوروز و سپس در روز فروردین ماه از بازماندگان خود در این جهان دیدن می‌کنند و از این رو در آن روزها بازماندگان نیز در آیین ویژه شرکت می‌کنند.

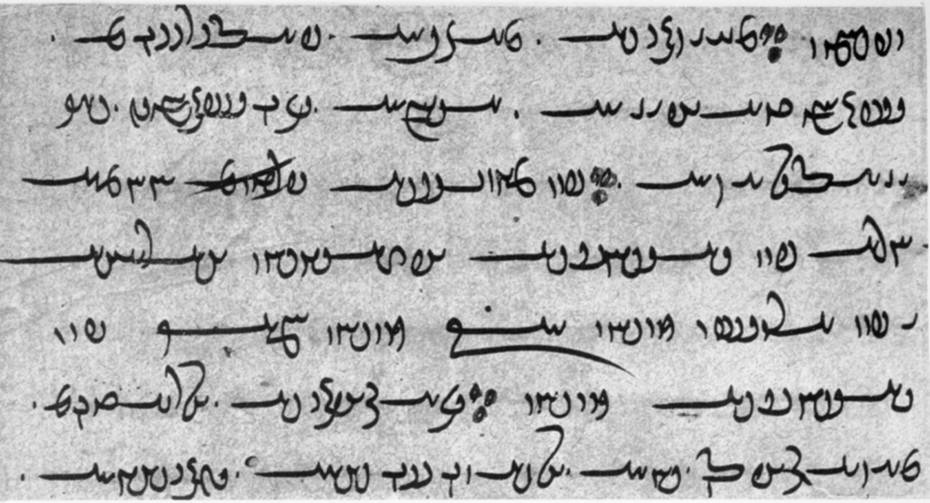
بخشی از یسنه ۲۸. مطالعه و کشف ویژگی‌های زبان اوستایی توسط اوستا شناسان به شناخت بهتر اصول قدیمی دین زرتشتی کمک شایانی نمود.

## رابطه با ادیان دیگر و فرهنگ‌ها
چندی از محققان بر این باورند که بخش‌های مهمی از فرجام‌شناسی و دیوشناسی مزدایی بر روی ادیان ابراهیمی تأثیر گذاشته‌اند. همچنین مزدیسنا خود نیز از ادیان دیگر تأثیراتی پذیرفته است. در نتیجه تلفیق‌گرایی، در مناطقی مانند سغد، امپراتوری کوشان، ارمنستان، چین و سایر مناطق بخش‌هایی از سنت‌ها و ایزدان راه خود را به مزدیسنا باز کردند. دین زرتشت همچنین بر اسطوره‌شناسی مجار، اسلاو، آستی، ترکی و مغول هم تأثیر گذاشته است؛ چنانچه در همه این‌ها دوگانه روشنایی و تاریکی و همچنین خدای خورشید که شاید به جایگاه خورشید در مزدیسنا مربوط باشد، دیده می‌شود.

### هندوایرانی‌ها
ریشه بسیاری از بخش‌های مزدیسنا به فرهنگ و باورهای دوران هندوایرانی‌های پیش از تاریخ بازمی‌گردد؛ یعنی زمانی که هنوز ایرانیان و هندوآریایی‌ها از یکدیگر تمایز پیدا نکرده بودند. نتیجتاً دین زرتشت با دین ودایی که آن هم ریشه در بازه زمانی مشترکی دارد، شباهت‌های زیادی دارد. برخی از شباهت‌های موجود میان این دو دین، هم‌ریشه بودن کلماتی مانند اهورا (خدا) در اوستایی با و آسورا (دیو) در سانسکریت و دَئوَ (دیو) در اوستایی و دِوَ (خدا) در سانسکریت است.
دین‌پژوهان با استفاده از بررسی عناصر مشترک در میان مزدیسنا و دین ودایی، بخش‌هایی از دین هندوایرانی را بازسازی کرده‌اند. مفاهیمی مانند زندگی پس از مرگ، مراسم‌ها و مفهوم مرگ در این دو دین نزدیکی‌هایی با یکدیگر دارند. نمادپردازی‌هایی مانند تقدس آتش (آتَر در ایران، اَگنی در هند) و وجود سه آتش زرتشتی (برای روحانیون، جنگاوران و کشاورزان) و پنج آتش طبیعی ودایی (برای انسان‌ها، حیوانات، گیاهان، ابرها و زمین) و شباهت موجود میان دو نوشیدنی مقدس سومه و هومه از دیگر مسائل مشترک میان دو دین مذکور هستند.

### مانویت
مانویت تا حدی یک دین ایرانی است اما در گنوسیسم خاورمیانه‌ای ریشه دارد. در نگاه اول ارتباط میان مزدیسنا و مانویت، واضح به نظر می‌رسد زیرا هر دو دوگانه پرستانه هستند و تعداد زیادی از ایزدان زرتشتی در آیین مانی حضور دارند. گراردو نیولی در دانشنامه دین می‌نویسد که «می‌توانیم بگوییم مانویت از سنت دینی ایرانی برخاسته است و رابطه‌اش با مزدیسنا، مانند رابطه مسیحیت با یهودیت است.»
البته تفاوت‌های بزرگی هم در میان این دو وجود دارد. مانویت «شر» را با «ماده» و «خیر» را با «روان» یکسان می‌داند؛ نتیجتاً با همه اشکال ریاضت‌طلبی و برخی اشکال عرفان شباهت دارد. مزدیسنا اما همه اشکال ریاضت‌طلبی را رد می‌کند و هیچ دوگانه‌ای میان ماده و روان در آن وجود ندارد و تنها دوگانه، خیر و شر است. بنا به دین زرتشت، جهان معنوی با جهان طبیعی تفاوت زیادی ندارد. برخلاف مانویان که جهان مادی را مخلوق شیطان می‌دانند، زرتشتیان معتقدند که همه چیزهای خوب توسط اهورامزدا و چیزهای بد توسط اهریمن ساخته شده است.

### ایران
بسیاری از بخش‌های مزدیسنا در فرهنگ و اسطوره‌شناسی ایران بزرگ همچنان پدیدار است؛ این مسئله تعجب‌آور نیست زیرا دین زرتشت برای هزار سال دین غالب این منطقه بوده و بیشترین تأثیر را بر ساکنان آن داشته است. حتی پس از ظهور اسلام و از دست دادن تأثیر مستقیم خود، مزدیسنا کماکان جایگاه خود را به عنوان بخشی از میراث فرهنگی مردمان ایرانی حفظ کرد. این موضوع در جشن‌ها و سنت‌ها و همین‌طور در شاهنامه نمایان است. فردوسی در کتاب خود که برای هویت ایرانی اهمیت شایانی دارد، داستان‌ها و شخصیت‌هایی را از اوستا وارد اثر مستطاب خود نمود. تأثیر قابل توجه دیگر محترم شمرده شدن سروش، ایزد پیام‌رسان زرتشتی، در اسلام شیعه در ایران است.

### غرب

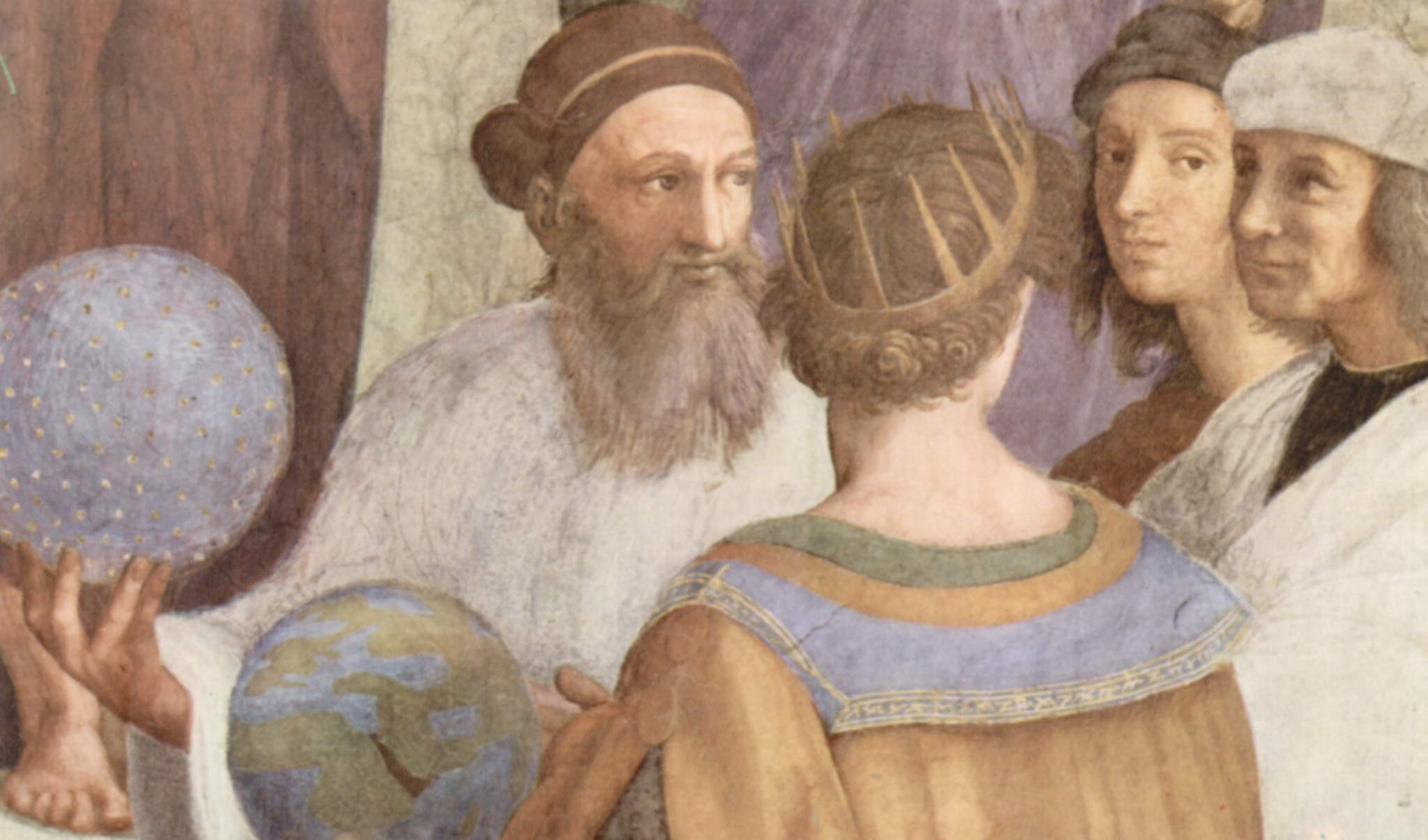
نگاره‌ای خیالی از زرتشت (در سمت چپ). نقاشی از رافائل، مکتب آتن، پیرامون ۱۵۰۹ میلادی

پس از فتح بابل و آزادسازی یهودیان ساکن آن شهر توسط کوروش بزرگ، اندیشه‌های مزدیسنا به متون دینی و ادبی آنان وارد و بعدها جزء افکار و آموزه‌های بنیادین آیین یهودیت شدند. با فتح برخی مناطق یونانی توسط هخامنشیان، اندیشه‌های زرتشتی وارد فلسفه یونانی شده و مسیر تکوین آن را تغییر داد. یونانیان تا پیش از آن ایمان داشتند که توانایی ذهنی انسان اندک است و سرنوشت او توسط خدایان تعیین می‌شود. این خدایان نیز معمولاً براساس میل و هوس خود رفتار می‌کردند. پس از آشنایی با فلسفه ایرانی، آزادی اختیار که از بخش‌های مهم مزدیسناست، وارد فرهنگ آنان شد. تأثیر دین زرتشت بر ادبیات غربی نیز قابل دیدن است. به عنوان مثال دانته آلیگیری احتمالاً در نگارش کمدی الهی از ارداویراف‌نامه که جزئیاتی از سفر کاملی به بهشت و دوزخ را شرح داده بود تأثیر پذیرفته است. همچنین جدال خدای نور و خدای تاریکی در مجموعه رمان «ترانه یخ و آتش» و سریال اقتباس شده از آن، یعنی «بازی تاج‌وتخت» نیز تحت تأثیر مزدیسنا شکل گرفته است.
پس از رنسانس در بیشتر اروپا و بیشتر در اروپای غربی از زرتشت به عنوان استاد جادو، فیلسوف و ستاره‌شناس یاد می‌شد. نمونه‌ای از آن در آلمان اواخر سده هفدهم و اوایل سده هجدهم میلادی «اثر کلاویس ارتیس»، در شیمی به زرتشت تقدیم شد. در سده هجدهم میلادی، ولتر نام «زدیگ» را برای قهرمان زرتشتی یکی از داستان‌های خود برگزید که پس از تلاش و سختی‌های بسیار با دلداده خود که شاهزاده‌ای بابلی است ازدواج می‌کند. البته این داستان واقعیت تاریخی نداشت. ولتر علاقه عمیقی به فرهنگ ایران داشت. آنچنان‌که که در محافل خصوصی، دوستانش او را به نام «سعدی» صدا می‌زدند. یوهان ولفگانگ فون گوته نیز در یکی از فصل‌های دیوان غربی-شرقی خود که آن را به حافظ تقدیم کرده به بحث در مورد مزدیسنا پرداخته است. زرتشت شخصیت اصلی یکی از مهم‌ترین کتاب‌های فریدریش نیچه، یعنی چنین گفت زرتشت است؛ البته شخصیتی که در این کتاب تصویر شده است با زرتشت تاریخی شباهتی ندارد.
فلوت سحرآمیز اثر ولفگانگ آمادئوس موتسارت نمونه مشخصی ار تأثیر مزدیسنا در موسیقی اروپا است. در این قطعه، شخصیت زاراسترو (نام زرتشت در زبان لاتین) انباشته از مفاهیم زرتشتی مانند نور و تاریکی، آب و آتش و برتری دادن نیکی و دانش بر هر چیز دیگر است. بارزترین نمونه در زمینه موسیقی قطعه چنین گفت زرتشت اثر ریشارد اشتراوس است. این قطعه موسیقی، دنبال‌کننده همان کتاب «چنین گفت زرتشت» «فریدریش نیچه» است.

## تاریخچه مزدیسناپژوهی
شناخت امروزی از اوستا و محتوی آن تا حد زیادی مرهون تلاش‌های شرق‌شناسان غربی در بازشناسی زبان اوستایی است. هرچند در گذشته در ابتدای دوران اسلامی نیز پژوهش‌های عمده‌ای در این زمینه از سوی برخی دانشمندان مانند ابوریحان بیرونی و شهرستانی و ابن ندیم صورت گرفته بود اما پژوهش‌های روشنگر از حدود سده هجدهم آغاز شد. جایی که انکتیل دوپرون در سال ۱۷۵۵ تصمیم گرفت از فرانسه سفری به شرق را آغاز کند تا ببیند آیا هنوز کسی بر این دین باقی مانده است یا خیر.
آشنایی او البته از پژوهش‌هایی بود که پیشتر در این زمینه انجام شده بود؛ مانند پژوهش‌های توماس هاید و بریسون و بر اثر انتشار کتب آن‌ها او سفر خود به شرق را آغاز نمود. او در شهر سورات هندوستان که عمدتاً پارسی‌نشین بود میهمان دستور داراب کومانا از علمای زرتشتی بود و همان‌جا دست‌نویس اوستای خود را نوشت و با خود به آکسفورد لندن برد. پس از آن موجی از اوستاشناسی در دانشگاه‌های اروپا به راه افتاد و به‌دنبال آن اشخاصی مانند جیمز دارمستتر و کریستیان بارتولومه تحقیقات اصلی را انجام دادند. هرچند آثار آن‌ها نیز بی‌اشکال نبود اما تا حد زیادی موجب روشن شدن ماهیت زبان اوستایی شد. در ایران نیز پژوهش در این زمینه با ابراهیم پورداوود آغاز شد.

## جمعیت زرتشتیان
جوامع زرتشتی امروزه به دو بخش تقسیم می‌شوند: پارسیان هندی و زرتشتی‌های ایرانی. بر اساس تحقیقی در سال ۲۰۱۲ که توسط فدراسیون اتحادیه‌های زرتشتی آمریکای شمالی انجام شد تعداد زرتشتیان جهان بین ۱۱۱٬۶۹۱ نفر تا ۱۲۱٬۹۶۲ نفر برآورد شده است. دلیل اختلافی که بین این دو عدد وجود دارد، این است که در رابطه با جمعیت زرتشتیان در ایران آمارهای مختلفی موجود است.
بیشتر زرتشتیان ایران به‌طور مخفی به این آئین ایمان دارند، زیرا پس از انقلاب ایران آزار و اذیت‌های زیادی از سوی دولت جمهوری اسلامی به آنها اعمال شد.
جوامع کوچک زرتشتی در سراسر جهان پیدا می‌شوند. درحالی که بزرگ‌ترین جوامع زرتشتی در غرب هند، مرکز ایران و جنوب پاکستان ساکن هستند. زرتشتیان دور از وطن معمولاً در مکان‌هایی مانند ایالات متحده آمریکا، بریتانیا و مستعمرات سابق بریتانیا مانند کانادا و استرالیا ساکن هستند. در مجموع هر کجا که ایرانیان و گجراتی‌ها حضور پر رنگی دارند، در آنجا جوامع زرتشتی نیز وجود دارد.

### جنوب آسیا
هند خانه بزرگ‌ترین جمعیت زرتشتی در جهان است. پس از اینکه اعراب در زمان نخستین خلفا به ایران حمله کردند، زرتشتیانی که تمایل نداشتند که به دین اسلام بگرایند، ابتدا به مناطق کوهستانی شمال ایران و سپس یزد و مناطق اطرافش پناهنده شدند. بعدها در قرن نهم گروهی از پناهجویان زرتشتی خود را به سواحل غربی هند رساندند و گروه‌های دیگری از آن‌ها هم در مناطق دیگر جهان پراکنده شدند. بیشتر این پناهجویان که خود را به غرب هند رساندند، در گجرات ساکن شدند. نوادگان زرتشتیان ایرانی که به هند مهاجرت کردند امروز به «پارسیان» معروفند. تاریخ دقیق آغاز مهاجرت زرتشتی‌ها به هند مشخص نیست و در افسانه‌ها و سنن پارسیان نیز تاریخ‌های گوناگونی برای آن در نظر گرفته می‌شود.
بر پایه سرشماری سال ۲۰۰۱ در هند، تعداد پارسیان ۶۹٬۶۰۱ نفر بوده است که ۰٫۰۰۶٪ جمعیت هند را تشکیل می‌دهند. بیشتر آن‌ها در شهر بمبئی و اطراف آن ساکنند. از آنجا که نرخ فرزندآوری پارسیان بسیار کم است و نرخ مهاجرتشان زیاد است، پیش‌بینی می‌شود که جمعیت پارسیان هند تا سال ۲۰۲۰ به ۲۳٬۰۰۰ نفر یا ۰٫۰۰۲٪ جمعیت هند کاهش پیدا کند. در سال ۲۰۰۸ میلادی، نرخ تولد در برابر مرگ و میر زرتشتیان ۱ به ۵ بوده است، یعنی در برابر هر ۱۰۰۰ مرگ، تنها ۲۰۰ نفر در جوامع پارسی هند متولد شده است. سرشماری سال ۲۰۱۱ هند نشان داد که ۵۷٬۲۶۴ پارسی زرتشتی در هند زندگی می‌کند.
در پاکستان جمعیت زرتشتیان در سال ۲۰۱۲ میلادی ۱٬۶۷۵ نفر تخمین زده شده است که بیشتر آن‌ها در سند (به خصوص در کراچی) و خیبر پختونخوا زندگی می‌کنند. با وجود این، بانک اطلاعات ملی و سازمان ثبت احوال پاکستان (NADRA) در سال ۲۰۱۳ میلادی اعلام کرد که ۳٬۶۵۰ پارسی در انتخابات این کشور شرکت کرده‌اند. در سال ۲۰۱۸ میلادی این عدد ۴٬۲۳۵ نفر اعلام شد.

### ایران، عراق و آسیای مرکزی
آمارهای مختلفی برای جمعیت زرتشتیان ایران وجود دارد. بر اساس آخرین سرشماری پیش از انقلاب ۱۳۵۷، تعداد زرتشتی‌های ایران ۲۱٬۴۰۰ نفر بوده است. بر اساس سرشماری سال ۱۳۹۰، در ایران ۲۵٬۲۷۱ زرتشتی وجود دارد. جوامع زرتشتی ایران معتقدند که تعدادشان حدود ۶۰٬۰۰۰ نفر است. آمار بالای مهاجرت در کنار آمار پایین ازدواج و باروری، باعث شده است که جمعیت زرتشتیان در ایران رو به کاهش باشد. حدود ۱۰٬۰۰۰ زرتشتی در مناطق آسیای مرکزی مانند باختر (بلخ)، که در شمال افغانستان است، سغدیانا، مرگیانا و سایر مناطق نزدیک به زادگاه زرتشت — که زمانی پایگاه مستحکم زرتشتیان بود — زندگی می‌کنند.

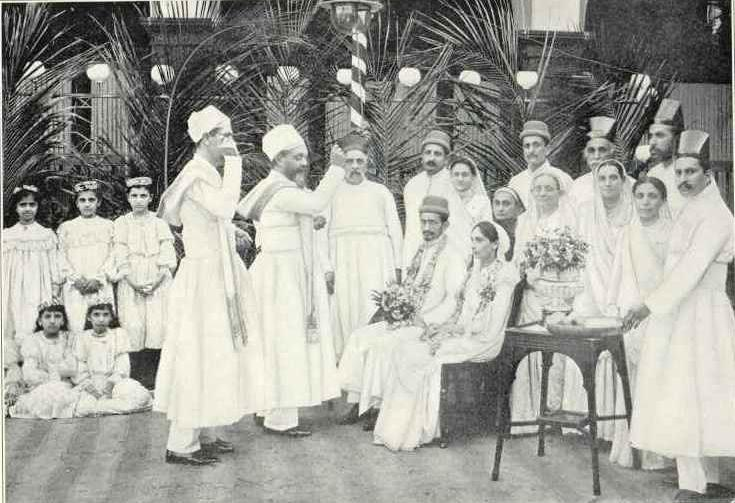
مراسم عروسی زرتشتیان در هند

جوامع زرتشتی در تهران، یزد، کرمان و کرمانشاه وجود دارند. هنوز شماری از آن‌ها به زبانی ایرانی سخن می‌گویند که با فارسی معمول متفاوت است. آن‌ها زبانشان را دری (با دری، نامی که در افغانستان به زبان فارسی می‌گویند، اشتباه نشود) می‌نامند. به زبان آن‌ها همچنین گَوری یا بهدینی هم می‌گویند. برخی مواقع این زبان را بر اساس شهری که در آن به این زبان سخن گفته می‌شود می‌نامند، مانند یزدی یا کرمانی. زرتشتیان ایران را به صورت تاریخی، گبر نیز می‌نامند که البته در ابتدا بار تحقیرآمیز نداشت؛ ولی امروز به گونهٔ توهین‌آمیز به همهٔ غیر مسلمانان گفته می‌شود. در ایران، مدارس و نشریاتی ویژهٔ زرتشتیان وجود دارد و تحصیلات آن‌ها در برخی دبیرستان‌ها مانند مارکار تهران‌پارس یا دبیرستان فیروزبهرام انجام می‌شود. نشریه‌ای به نام هفته‌نامه امرداد متعلق به سازمان‌های زرتشتی در ایران، به صورت هفتگی چاپ می‌شود.
دربارهٔ اینکه آمار کردهای زرتشتی چه اندازه است دیدگاه‌های گوناگونی وجود دارد. نماینده زرتشتیان دولت اقلیم کردستان عراق اعلام کرده است که در سال‌های اخیر حدود ۱۰۰٬۰۰۰ نفر در کردستان عراق زرتشتی شده‌اند. این آمار توسط رهبران جوامع زرتشتی این منطقه هم تکرار شده است. آن‌ها باور دارند که شمار بیشتری زرتشتی در کردستان عراق وجود دارد که در خفا به این دین پیوسته‌اند. البته آمارهای مستقل این اعداد را تأیید نکرده‌اند.

### غرب
در آمریکای شمالی برآورد می‌شود که بین ۱۸٬۰۰۰ تا ۲۵٬۰۰۰ زرتشتی وجود دارد. آن‌ها از جنوب آسیا یا ایران به این منطقه مهاجرت کرده‌اند. در استرالیا ۳٬۵۰۰ زرتشتی وجود دارد که بیشتر در سیدنی زندگی می‌کنند. در سال ۲۰۱۲ مشخص شد که تعداد زرتشتیان ایالات متحده آمریکا ۱۵٬۰۰۰ نفر است که باعث می‌شود که آمریکا بیشترین جمعیت زرتشتیان جهان پس از هند و ایران را داشته باشد. اخیراً گفته شد که حدود ۳٬۰۰۰ کرد در سوئد زرتشتی شده‌اند.
فهرست کشورهای دارای جمعیت زرتشتی به این شرح است:
| کشور                  | جمعیت   | درصد جمعیت |
| --------------------- | ------- | ---------- |
| سنگاپور               | ۴٬۵۰۰   | ۰٫۰۸۷      |
| نیوزیلند              | ۲٬۰۰۰   | ۰٫۰۴۵      |
| افغانستان             | ۱۰٬۰۰۰  | ۰٫۰۳۱      |
| ایران                 | ۶۰٫۰۰۰  | ۰٫۰۲۶      |
| جمهوری آذربایجان      | ۲٬۰۰۰   | ۰٫۰۲۲      |
| کانادا                | ۵٬۰۰۰   | ۰٫۰۱۴      |
| استرالیا              | ۲٬۷۰۰   | ۰٫۰۱۲      |
| بریتانیا              | ۴٬۱۰۵   | ۰٫۰۰۷      |
| هند                   | ۶۹٬۰۰۰  | ۰٫۰۰۶      |
| کشورهای عربی خلیج‌فارس | ۲٬۲۰۰   | ۰٫۰۰۵      |
| آمریکا                | ۱۱٬۰۰۰  | ۰٫۰۰۴      |
| پاکستان               | ۵٬۰۰۰   | ۰٫۰۰۲      |
| مجموع                 | ۱۷۷٬۵۰۵ | ۰٫۰۱۹      |

## در ادبیات صوفیانه ایرانی
آتشکده: در اصطلاح صوفیه، دل صوفی است که پیوسته در آتش سودای حق در سوز و گداز است.
| از آن به دیر مغانم عزیز می‌دارند |  | که آتشی که نمیرد همیشه در دل ماست |
|                                 |  | حافظ                              |

| سینه گو شعلهٔ آتشکدهٔ فارس بکش |  | دیده گو آبِ رخِ دجلهٔ بغداد ببر |
|                              |  | حافظ                         |

| از تن باریک من زنار ساخت |  | وز دل سنگینم آتشگاه کرد |
|                          |  | سنایی                   |

مولوی عشق را به آتشکده تشبیه کرده و می‌گوید:
| ای عشق چون آتشکده، در نقش و صورت آمده |  | بر کاروان دل‌زده، یک دم امان ده، یا فتی |
|                                       |  | مولوی                                  |

پیر مغان: زرتشت
| مشکل خویش برِ پیر مغان بردم دوش |  | کو به تأیید نظر حل معما می‌کرد |
|                                |  | حافظ                          |

دیر مغان: کنایه از مجلس عرفا و اولیا و حلقهٔ ذکر است.
| صوفی صومعهٔ عالم قدسم لیکن |  | حالیا دیر مغان است حوالتگاهم |
|                           |  | حافظ                         |

کوی مغان: کنایه از جایگاه درویشان و محل اقامت پیر و مرشد.
| در کوی مغان نیست شدیم از همه هستی |  | چون نیست شدیم از همه هستی، همه هستیم |
|                                   |  | مغربی                                |

مغ - مغان: گاهی نیز عاشق حق را مغ گفته‌اند که سینه‌اش پر از آتش محبت اوست و اهل صفا و یکرنگی است.
| در خرابات مغان گر گذرم افتد باز |  | حاصل خرقه و سجاده روان دربازم |
|                                 |  | حافظ                          |

| آن خُم که بر او مُهر مغانست نهاده |  | الا به من مغ مسپارید علی‌الله |
|                                 |  | سنائی                        |

مغان: نشانهٔ یکرنگی و یک جهتی